# القوات المسلحة العراقية
القُوّات المُسَلَّحَة العِراقِيَّة هي القوات المسلحة النظامية لجمهورية العراق، وتنقسم إلى خمسة أفرع رئيسية، القوة البرية، والقوة الجوية، والقوة البحرية، وطيران الجيش، والدفاع الجوي، إضافة إلى أفرع أخرى. تخضع جميع أفرع القوات المسلحة العراقية لسلطة وزارة الدفاع العراقية ويرأسها وزير الدفاع ثابت العباسي. جهاز مكافحة الارهاب، الحشد الشعبي تتبع، رئاسة الوزراء القائد العام للقوات المسلحة هو رئيس الوزراء العراقي،  والذي يشغل المنصب حالياً محمد شياع السوداني،  ويقوم رئيس الْجُمْهورِيَّة بمُهمة القيادة العليا للقوات المسلحة للأغراض التشريفية والاحتفالية. أما رئيس أركان الجيش فهو الفريق الأول الرُكن عبد الأمير رشيد يارالله.

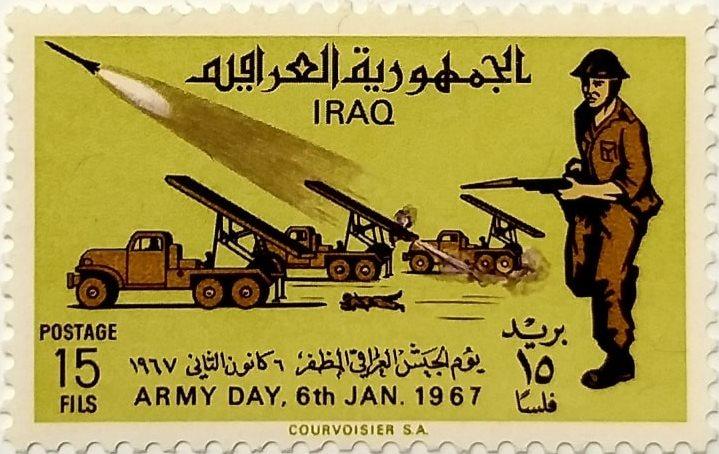
طابع بريدي عراقي فئة 20 فلسا صدر عام 1967 بمناسبة يوم الجيش العراقي المظفر 6 كانون الثاني

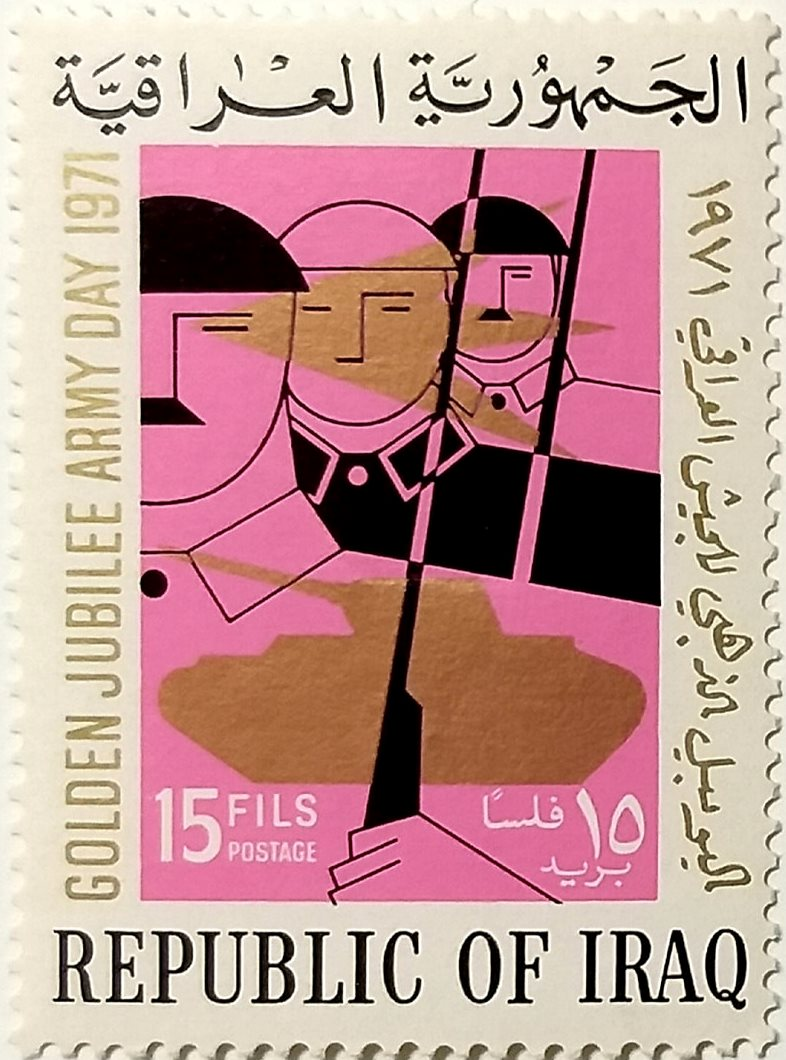
طابع بريدي عراقي فئة 15 فلساً صدر عام 1971 بمناسبة اليوبيل الذهبي للجيش العراقي

تاريخ العسكرية في العِرَاق ضارب في القِدم، حيثُ ظَهَرَ أول جيشٌ نِظاميّ في الأرض التي تشكل العِرَاق المُعاصر خلال القرن التاسع قبل الميلاد. وعلى مدى عدة قرون ظهرت في العِرَاق عدة جيوش اختلفت باختلاف الحضارة التي نمت في كنفها، بدءًا من العصر الآشوري ومرورًا بالعصر الأكدي والبابلي والإسلامي وحتى العصر الحديث. يَرجع تاريخ تأسيس الْجَيْش الْعِرَاقِيّ الحالي إلى عام 1921 في عهد المملكة العراقية وفي ظِل حكم الملك فيصل الأول، حيت تأسَست أولى وحَدات القوات المسلحة خلال عهد الانتداب البريطاني للعراق، كما تشكلت أيضا وزارة الدفاع العراقية التي ترأسها الفريق جعفر العسكري والتي بدأت بتشكيل الفرق العسكرية بالاعتماد على المتطوعين، فشكل فوج الإمام موسى الكاظم. اتخذت قيادة القوات المسلحة مقرها العام في بغداد، وكذلك شكلت الفرقة الأولى مشاة في الديوانية[ ؟ ] والفرقة الثانية مشاة في كركوك تبع ذلك تشكيل القوة الجوية العراقية عام 1931 ثم القوة البحرية العراقية عام 1937. خاض الْجَيْش الْعِرَاقِيّ أوْلى حروبه في العصر الحديث ضد سلطات الانتداب البريطاني سنة 1941، وتبع ذلك عدة حروب وانقلابات عسكرية. وصل تعداد الْجَيْش الْعِرَاقِيّ إلى ذروته مع نهاية الحرب العراقية الإيرانية ليبلغ عدد أفراده 1,000,000 فردًا، وإحتلَ المرتبة الرابعة عالميًا في سنة 1990 من حيث العدد. بعد الغزو الأمريكي للعراق عام 2003، أصدر الحاكم المدني للبلاد بول بريمر قرارًا بَحل الْجَيْش الْعِرَاقِيّ فأُعيد تشكيله وتسليَحه من جديد. أما الآن فيحتل الْجَيْش الْعِرَاقِيّ المرتبة 45 عالميًا من حيث القوة حسب تصنيف موقع غلوبال باور لعام 2024 . في المملكة العراقية وحتى إنقلاب 1963 كان الإنضمام للجيش تطوعيًا، أما بَعد إنقلاب 1963 فأصبح الإنضمام إجباريًا ثُمَّ أُعيد نظام التطوع بعد غزو العراق. تتنوع موارد تسليح الْجَيْش الْعِرَاقِيّ، وتُعد كُلًا من أمريكا[ ؟ ] وروسيا والصين من أهم الدول الموردة للسلاح. كان العراق في السابق يصنع بعض المعدات العسكرية محليًا، إلا أنه توقف بعد الغزو الأمريكي قبل أن يُعاد إفتتاح هيئة التصنيع سنة 2016.

## التاريخ

### قبل التأسيس
على الرغم من أن الشروع بتشكيل الجيش العراقي تم بعد تشكيل الحكومة المؤقتة في سنة 1921، إلا أن عهد العراق بالجيش يعود إلى قبل ذلك، ففي أواخر عهد الدولة العثمانية كان العراق يعتبر مقراً لجيش عثماني كبير تخضع قيادته لوزارة الحربية بأستنبول مباشرة، ومقره بغداد، وقد لعب هذا الجيش دوره في فرض سيطرة الدولة في ولايات الموصل وبغداد والبصرة للحيلولة دون نجاح الحركات الاستقلالية، وكان لقائد الجيش العثماني في العراق مكانة مهمة في أستانبول،  وقد حظي العراق باهتمام الدولة فأنشئت فيه المدارس العسكرية بقسميها الرشدي والإعدادي، إضافة إلى مدرسة لتدريب نواب الضباط. وبسبب هذا الاهتمام قُبِل الكثير من أبناء الولايات العراقية الثلاث في الكلية الحربية في أستانبول وكانت أعدادهم كثيرة قياساً بالنسبة للولايات العربية الأخرى، 
 وعند قيام الانقلاب العثماني في سنة 1908 لجأ الانقلابين من حزب الاتحاد والترقي إلى اضطهاد الضباط العرب، وتشريدهم ونقلهم إلى الولايات البعيدة، مما أضطر بعضهم إلى ترك الخدمة في الجيش العثماني والالتحاق بالشريف حسين في الحجاز، لما كان يتمتع من نفوذ بالإضافة لمعارضته للاتحاديين، ومطالبته بحقوق للعرب في الدولة العثمانية، وقد شكل العراقيون نسبة كبيرة في الجيش العربي وكان على رأسهم الفريق جعفر العسكري الذي عين قائداً عاماً لجيش الحجاز.
قامت الثورة في العراق في عام 1920 وعرفت بثورة العشرين وجابهت بريطانيا بصعوبات في السيطرة في الموقف، بعد أن تكبدت خسائر كثيرة في الأرواح، 
وقد كلفت الخزينة البريطانية الملايين من الباوندات الاسترلينية، مما أثار معارضة الرأي العام البريطاني لسياسة حكومته في العراق وطالب بالانسحاب منه، لذلك سارع المفوض سيبرسي كوكس على إثر إخماد ثورة العشرين إلى تشكيل حكومة مؤقتة ذات طبيعة انتقالية، برئاسة عبد الرحمن الكيلاني النقيب تضمن وزارة للدفاع أُسنِدت إلى الفريق جعفر العسكري، الذي أستدعى زملائه المشتتين في سوريا والحجاز وأولئك الذين انسحبوا مع الجيش العثماني مع العراق أمام الاحتلال البريطاني للعراق وأولئك الذين تركوا الجيش العثماني وبقوا في العراق،  على كلاً، قد عزمت بريطانيا على الانسحاب من العراق ووضعه تحت الانتداب وأن تضع حكومة تأتمر بأمرتها، وتقوم بمحلها، لأسباب عدة، وقد تم ذلك وتم تنصيب فيصل الأول ملكاً على العراق.

### النشوء والتأسيس

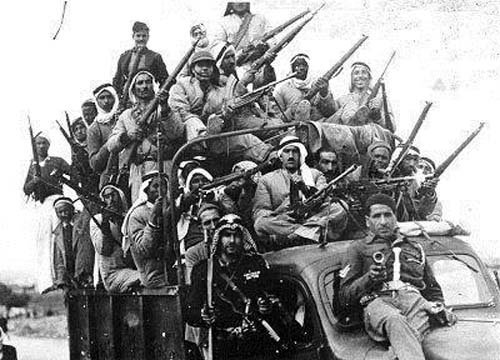
فوج الإمام موسى الكاظم أول وحدات الجيش العراقي التي شُكلت، أقترح الملك أن يُطلق عليه اسم فوج المس بيل، في حين رأى نوري السعيد، أن يطلق اسمها على أحد الجحافل لاحقاً، لذا سمي بفوج الإمام موسى الكاظم كما اقترحه جعفر العسكري.

عندما شكلت الحكومة المؤقتة تولى جعفر العسكري وزارة الدفاع العراقية،  وقد أظهر منذ البداية رغبة شديدة في ألتحاق رفاقه من الضباط العراقيون للعمل معه وقد عبر عن رغبته هذا للمندوب البريطاني بيرسي كوكس الذي بدوره أبرق إلى الحكومة البريطانية طالباً إليها تسهيل عودة هؤلاء الضباط،  وبعد تشكيل الحكومة المؤقتة طرح المندوب السامي فكرة تشكيل لجنة تُناط بها مهمة دراسة الوضع العسكري في العراق، وكان من أهم أسبابها، ترتيب القوانين والنظم العسكرية، إحضار الخطط اللازمة ولوائح توضح الحالة العسكرية في العراق، معرفة ما يحتاجه العراق من العَدد والعُدَد العَسكرية، غير أن التفكير الأول في تأسيس جيش عراقي بدأ في مؤتمر الشرق الأوسط سنة 1921الذي حضره المندوب السامي ووزير الدفاع العراقي جعفر العسكري. ومن ضمن الأسباب التي جعلت بريطانيا تفكر في تشكيل جيش عراقي، هو الاتفاق الذي ظهر في مؤتمر الشرق الأوسط على استخدام الوسائل السياسية لتأمين المصالح البريطانية في البلاد الخاضعة لبريطانيا، وقد ظهرت هذه في العراق، ومن الطبيعي أن يكون لها جيش وطني خاص يسندها ويدعم مركزها السياسي، بالإضافة إلى القرار البريطاني الخاص بخفض القوات البريطانية في العراق للتخفيف عن كاهل دافعي الضرائب البريطانيين، وعلى هذا الأساس بُحثت مسألة تشكيل جيش عراقي وقد عبر بيرسي كوكس في المؤتمر عن وجهة النظر البريطانية في طبيعة هذا الجيش عندما أشار إلى أن طموحه لا يتعدى فتح باب التطوع الاختياري وتشكيل قوة من المجندين العرب.
وقد شهدت مرحلة الملك فيصل الأول تشكيل نواة الجيش العراقي في 6 يناير/كانون الثاني، 1921 من عشرة ضباط عراقيين ممن كانوا في جيش الحجاز العربي، وقاتلوا ضد الدولة العثمانية بعد أعلان الثورة العربية عام 1916 تحت قيادة الأمير فيصل بن الحسين[ ؟ ]، وقد أخدت هذه النواة تنمو مع قدوم بقية الضباط العراقيين الذين كانوا مع فيصل في الحجاز حتى بلغ عددهم 206 ضابط، أو من التحاق أولئك الذين كانوا ضمن الجيش العثماني وبقوا في العراق أو عادو من الأَسر وكان عددهم 313 ضابطاً وهكذا أصبح عدد ضباط الجيش العراقي 519 ضابطاً، وقد أنشئت مدرسة تدريب الضباط الأقدمين في نيسان 1921 لتؤمن حاجة الجيش. في 21 يونيو، 1921 ابتدأ تسجيل المتطوعين وشُكل الفوج الأول من الجيش العراقي في بغداد في يوليو 1921 وحمل اسم فوج الإمام موسى الكاظم حيث أتخذ مقره في الكاظمية في خان الكابولي،  ثم نقل إلى الحلة ليحل محل الحامية البريطانية التي تقرر سحبها وفق خطة تخفيض القوات البريطانية في العراق، كما شكلت كتيبة الخيالة الأولى والتي كان من بين تشكيلاتها الحرس الملكي. وشُكل الفوج الثاني في الفترة من تشرين الثاني 1921 إلى نيسان 1922، حيث شكلت قطعات عسكرية مكونة من بطرية جبلية وسرية نقلية وكتيبتي خيالة وفوج ثالث وأرسلت جميعاً إلى الموصل، وقد بلغت تشكيلات الجيش حوالي 4000 الاف متطوع، وهكذا أصبحت هناك ثلاث حاميات عسكرية للجيش العراقي هي الموصل، وبغداد، والحلة، ثم الحقت بكل منها مفرزة طبابة.

### تطور الجيش في العهد الملكي

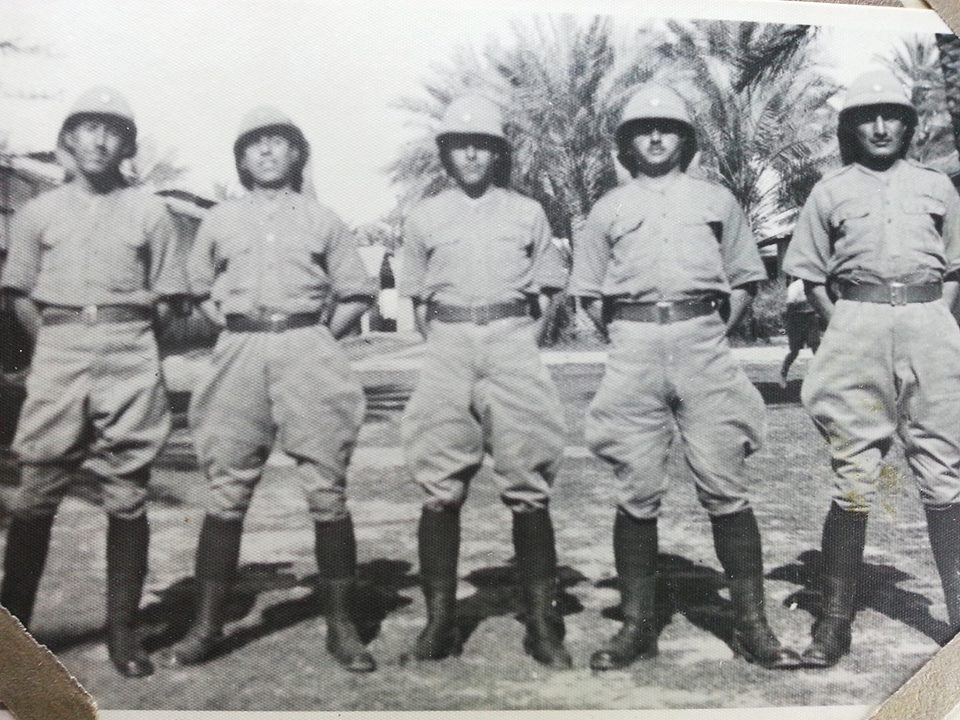
ضباط تخرجوا من الكلية العسكرية الملكية العراقية في الدورة 18.

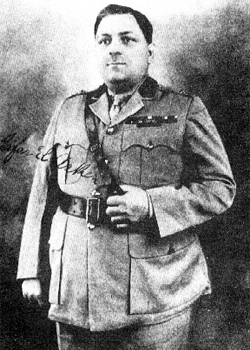
جعفر العسكري، أول وزير دفاع عراقي، ويعد الأب الروحي والمؤسس للقوات المسلحة العراقية.

شغرت القوات العراقية أماكن الجيش البريطاني التي انسحب منها، وأصبح الجيش العراقي مسؤول عن أمن المصالح البريطانية، وأرادت الحكومة العراقية أن تزيد حجم الجيش إلى 6000 ألاف جندي ووافقت بريطانيا على ذلك، وكان السبب لتأمين قوة كافية لحماية شمال العراق، وقد بلغ تعداد الجيش في عام 1925 8000 ألاف جندي، ولم تسهم القوات البريطانية إسهاماً فعالاً في تدريب الجيش واقتصرت الخطة على تشكيل وحدات نموذجية يشرف عليها ضباط بريطانيون، لكن لم تسد الحاجة إلا أن تم إنشاء ثلاث مراكز تدريب في العراق،  بالإضافة إلى مركز تدريب خيالة في بغداد. وعينت بريطانيا مفتش عام بريطاني للجيش العراقي ووضعت 25 ضابطاً بريطانياً في هيئات الركن والتدريب،  وكانت بريطانيا تؤكد على أن يتعاون العراق معها وأشعار الضباط العراقيين بعدم قدرتهم، في حين أن اتجاه الحكومة العراقية كان إلى زيادة تشكيلات الجيش وتنويع صنوفه، ووقفت بريطانيا في هذا الاتجاه وأصرت على مماطلة وتسويف، وفضلت اقتصار تشكيلات الجيش على الوحدات التي تحفظ الأمن الداخلي والاستغناء عن صنف المدفعية والاعتماد على الطيران كبديل،  وكانت بريطانيا تريد أن تحقق الموازنة في الجيش العراقي بين بناءه وتأمين ولائه للنظام، وعدم تهديده مصالح بريطانيا في العراق،  فوضعت مفتش عام بريطاني على الجيش العراقي و25 ضابطاً بريطانيا في هيئات الركن والتدريب وحامية بريطانية ومعاهدة تؤمن استمرار النفوذ البريطاني في العراق، واقتنعت الحكومة العراقية بأن بريطانيا لن تستمر في بناء الجيش.
وفي عام 1930 عقد العراق مع بريطانيا اتفاقية لتحل محل معاهدة 1922، وكانت بريطانيا تريد أن تؤمن مصالحها بصيغة غير صيغة الانتداب، ونصت على استشارة العراق في سياسته الخارجية، وأكدت المعاهدة على حق بريطانيا في حماية مواصلاتها،  وعندما دخل العراق عصبة الأمم كان الجيش يتكون من 459 ضابطاً، و9320 ضابط صف وجندي، و794 توابع، وأسلحته تتألف من 22 مدفعية، و9299 بندقية، و1553 سيفاً، و111 رشاش فيكرس، و137 رشاش لويس، و13 طيارة، 9 من طراز جيس موث، و4 بيس موث، وهذا لا يصل إلى ملاك فرقة مشاة بريطانية، ، وأوصى مجلس الوزراء بتشكيل فرقة ثالثة، إلا أن وزارة الدفاع اعتذرت لأنها لم تنجز ملاك الجيش بحيث يصبح فرقتين كاملتين، وأرادت أن خطتها هي تشكيل خمسة أفواج وكتيبة خيالة وست فصائل مدفعية مع بطاريتي مقر وقطعات فنية أخرى،  وفي عام 1927 بدأ تشكيل القوة الجوية العراقية ووافقت بريطانيا على قبول خمسة طلاب عراقيين في كلية كرانويل للتدرب على الطيران، وقُبل عشرون طالباً في مدرسة الصناعة ببغداد للتدريب الفني والميكانيكي، وأستمر إيفاد الطلاب للكلية للتدرب، وإرسال بعثات فنية للتدريب الفني والميكانيكي،  وفي 22 أبريل، 1932 وصل أول رف عراقي، وبعد ذلك توافد البعثات المرسلة مع طياراتها فتشكل السرب الأول للمواصلات في 22 أبريل، 1932 ثم شُكل سرب تعاون الجيش، وثم السرب الثاني للمواصلات في 1 يونيو، 1933، وفي سنة 1940 كان هنالك سرب مواصلات وسرب تعاون الجيش، وسرب مقاتل، وسرب قاصف، وسرب طائرات بريدا، وقد أنشت مدرسة الطيران سنة 1933.
وفي عام 1937 تأسست نواة أسطول نهري في العراق، تكون من باخرة نهرية، وستة زوارق نهرية صغيرة مسلحة، وزورقان بخاريان مدرعان ومسلحان، وأقترحت وزارة الدفاع على أن تلحق هذه القوة النهرية بوزارة الدفاع،  ووفي أبريل 1937 وافق مجلس الوزراء على شراء باخرة سانت بور مقدارها 55 ألف دينار، ولم يكن للقوة النهرية دور سياسي واضح منذ تأسيسها، حتى سنة 1941، عندما التجأ الوصي عبد الإله إلى البارحة البريطانية بعد هروبه إلى البصرة، حيث قامت الزوار التابعة للأسطول النهري بمراقبة عبد الإله وهو بالبارجة البريطانية.

### تطور الجيش في عهد الجمهورية الأولى
وبعد ثورة 14 تموز عام 1958 في العراق أهتمت الحكومة بتسليح الجيش العراقي، وعقدت الاتفاقيات العسكرية مع الدول الاشتراكية لاستيراد الأسلحة وجلب الخبراء لتدريب أفراد القوات المسلحة، وقد حصل العراق على دبابات وصواريخ، وعلى أسراب من طائرات الميج السوفيتية.
وعلى الناحية الإدارية، استحدث مقر قيادة القوات المسلحة الذي كان بقيادة القائد العام للقوات المسلحة عبد الكريم قاسم، وتأسست دائرة الحاكم العسكري العام، وقد غيرت الحكومة من مصادر تسليحها من الجانب الغربي إلى الجانب الشرقي الاشتراكي، واستحدثت العديد من الفرق ووحدات والصنوف وصدرت مجموعة من القوانين العسكرية كان من أهمها قانون خدمة الضباط في الجيش رقم 89 لسنة 1958.
وقد أرسل العراق العديد من الطلاب والضباط في بعثات إلى الدول الاشتراكية، كان السوفيات سريعين في تزويد العراق بالطائرات فلقد زودو العراق بطائرات ميج-17، وميج-19، وميج-21 وقاذفة القنابل أل-28 إلى الحكومة العراقية الجديدة كما تلقى العراق 13 طائرة من نوع أل-14 في عام 1959 من بولندا وتم تسليم طراز ميج-17 لأول مرة في عام 1958 ليحل محل دي هافيلاند فامباير، 
في عام 1964 تسلم العراق طائرات وسكس السمتية البريطانية وأعيد تسليح السرب الرابع بها، في عام 1966 تشكل السرب السابع عشر وسلح بطائرات الميج 21، في عام 1967 وصلت للعراق طائرات السوخوي 7 وتمت إعادة تسليح السرب الأول بها.

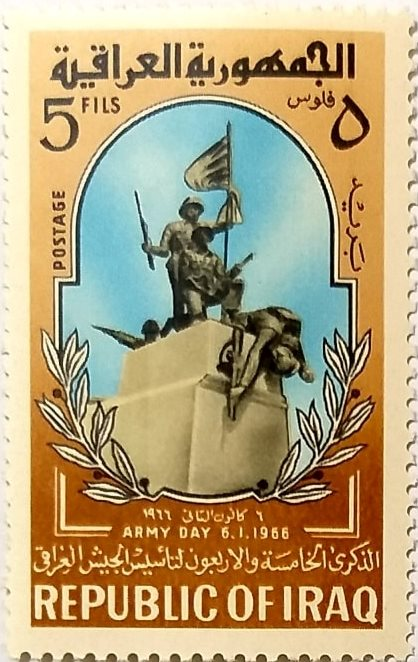
طابع بريدي عراقي فئة 40 فلساً صدر عام 1966 بمناسبة الذكرى الخامسة والاربعون لتأسيس الجيش العراقي

وقد تطورت القوة البحرية العراقية بعد ثورة 14 تموز، حيث حصلت على العديد من الزوارق والطوربيدات والسفن، وبدأت البحرية العراقية بالتوسع، واصبحت في ميناء أم قصر.

### الجيش العراقي في عهد صدام حسين

طيارون عراقيون يستعدون لضرب أهداف إيرانية جديدة خلال الحرب العراقية الإيرانية وتظهر خلفهم طائرات الميراج إف1

تشكل الجيش العراقي في عهد الرئيس السابق، صدام حسين، أساساً من الحرس الجمهوري والجيش النظامي، والتنظيمات الشعبية، وقد حلت بعد عام 2003. وقد خاض حرباً داميةً مع إيران امتدت لثماني سنوات، وخلفت العديد من الخسائر لكلا الطرفين.
وقد شاركت القوات المسلحة العراقية، في الغزو العراقي للكويت.
وقد صُنف الجيش العراقي قبل الغزو العراقي للكويت، برابع أكبر جيش في العالم، حيث بلغ عدد أفراده المليون جُندي.
وكان قوام الجيش العراقي في السابق كما يلي:
القوات البرية بلغ مجموع أفرادها 350 ألفاً، يتضمنها نحو مائة ألف من جنود الاحتياط، وتتكون القوات البرية من سبعة فيالق وثلاث فرق مُدرعة و11 فرقة ميكانيكية وست فرق من قوات الحرس الجُمُهوري، وأربعة ألوية من الحرس الجُمهوري الخاص، وخمسة ألوية من الفدائيين، ولواءين من القوات الخاصة.
وبرز العراق في نهاية الحرب العراقية الإيرانية، كأكبر سوق للسلاح في العالم، فقد كان يشتري أسلحة من مَصادر مُختلفة ومَتعددة، ووفقاً لتقيم أعدته الهيئة الأميركية لمراقبة ونزع الأسلحة، أستورد العراق ما قيمته 24 مليار دولار من المعدات العسكرية بين عامي 1981 و1985.
بيان بمعدات القوات البرية:
| المعدات               | العدد |
| --------------------- | ----- |
| دبابات قتال رئيسية    | 2600  |
| عربات استطلاع         | 400   |
| عربات قتال مشاة مدرعة | 1200  |
| ناقلات جند مدرعة      | 1800  |
| مدفعية مقطورة         | 1900  |
| مدفعية ذاتية الدفع    | 200   |
| قاذفات صواريخ متعددة  | 200   |
| مروحيات               | 164   |

وتشمل القوات البرية كذلك الحرس الجمهوري الذي يتميز بولائه للنظام وكان يتمتع بأفضل تدريب وأحدث المُعدات، ويعامل معاملة خاصة. وكذلك الحرس الجمهوري الخاص الذي تأسس بعد حرب الخليج عام 1991 وتتركز مسؤوليته في حماية الرئيس وضمان أمن العاصمة والقصور الرئاسية والمرافق الحيوية الأخرى. وبلغ مجموع عناصره نحو 16 ألفاً، وكذلك الجيش الشعبي الذي يتكون من متطوعين مدنين محدودي التدريب وغير مجهزين تجهيزاً جيداً.
أما القوات الجوية، فقد بلغ مجموع أفردها نحو عشرين ألفاً، ووصل عدد المقالات 316 مقاتلة.
بيان بالقوات الجوية:
| نوع الطائرة  | العدد |
| ------------ | ----- |
| قاذفة        | 6     |
| قاذفة مقاتلة | 130   |
| مقاتلة       | 180   |
| استطلاع      | 5     |
| صهريج وقود   | 2     |
| نقل          | 41    |
| تدريب        | 157   |
| مروحية       | 164   |

أما قيادة الدفاع الجوي فوصل عدد أفرادها إلى حوالي 17 ألفاً، كانت قيادتها المركزية في بغداد، وتوزعت مراكز الدفاع الجوي المحلية على كل من كركوك المنطقة الشمالية، وكوت الحي المنطقة الشرقية، والبصرة المنطقة الجنوبية، والرمادي المنطقة الغربية.
أما القوة البحرية فبلغ مجموع عناصرها نحو ألفين عنصر.
بيان بالقوة البحرية:
| السفن             | العدد |
| ----------------- | ----- |
| فرقاطة            | 1     |
| زوراق دورية       | 5     |
| زوارق أخرى        | 150   |
| سفن مضادة للألغام | 3     |
| برمائيات          | 1     |
| سفن إسناد وأخرى   | 6     |
| زورق بخاري رئيسي  | 1     |

### الأحتلال الأمريكي للعراق والجيش العراقي الجديد

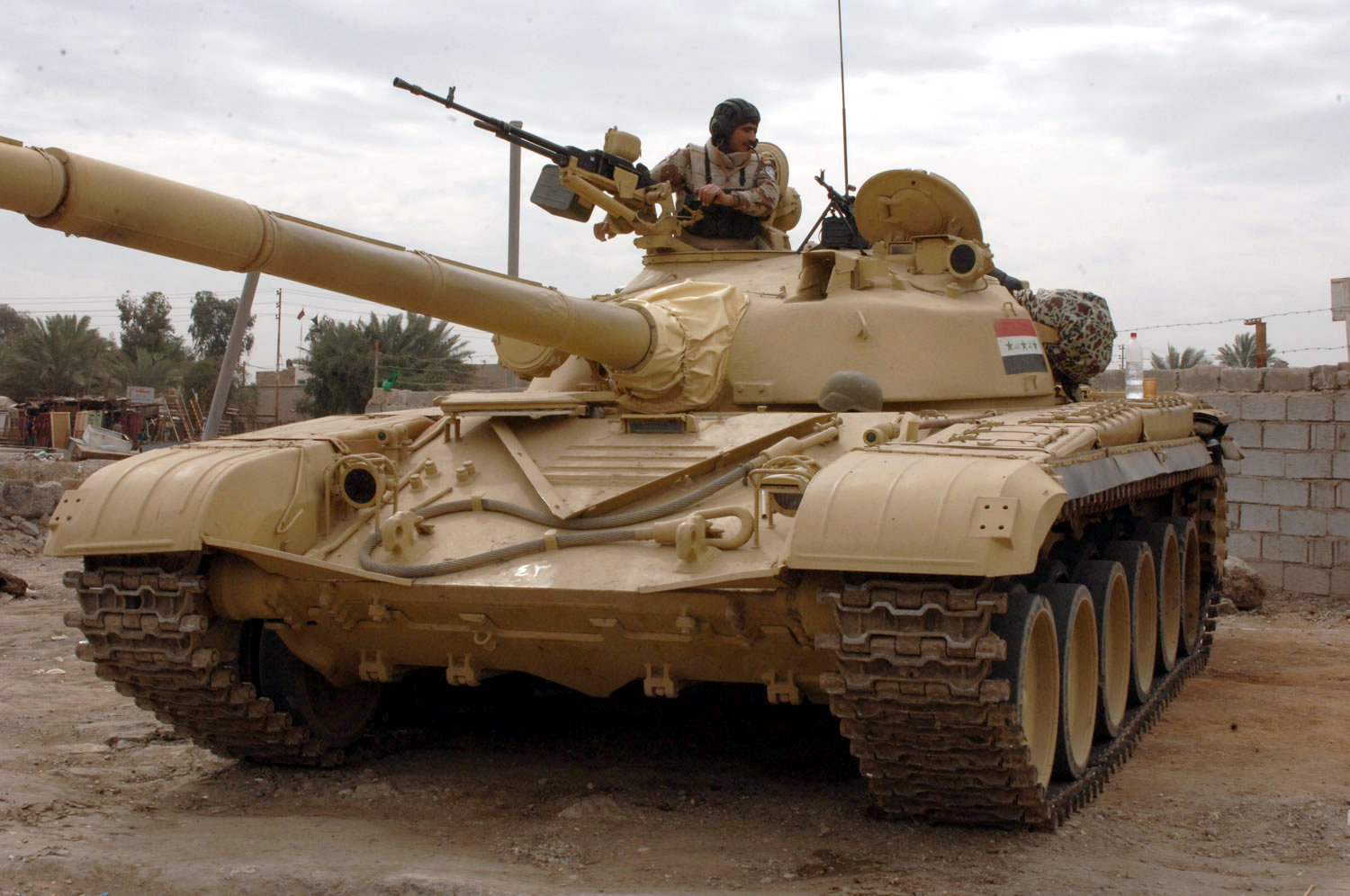
دبابة تي 72 للجيش العراقي الجديد.

في 23 مايو، 2003 أعلن الحاكم المدني بول بريمر في العراق حل جميع القوات المسلحة العراقية ووزارتي الدفاع والإعلام،  وإلغاء عدد من أجهزة الأمن والتنظيمات الشعبية، وتسريح جميع عناصر الجيش العراقي والحرس الجمهوري، وإلغاء جميع الرتب العسكرية للنظام السابق. وذلك بحسب قرار سلطة الائتلاف المؤقتة رقم 2 لتاريخ 23 مايو، 2003، فقد تم حَل كل من وزارة الدفاع ووزارة الإعلام ووزارة الدولة للشؤون، وجهاز المخابرات العامة، ومكتب الأمن القومي، ومديرية الأمن العام، وجهاز الأمن الخاص، بالإضافة إلى الجيش بكل صنوفه والمرافقين لصدام حسين والحمايات الخاصة، والتنظيمات العسكرية الأخرى، مثل الحرس الجمهوري العراقي والحرس الجمهوري العراقي الخاص ومديرية الاستخبارات العسكرية، وجيش القدس وقوات الطوارئ، والتنظيميات العسكرية والقوات الشبه عَسكرية، مثل فدائيي صدام وميلشيات حزب البعث، وأصدقاء صدام، وأشبال صدام، وديوان الرئاسة وسكرتارية الرئاسة، ومجلس قيادة الثورة، والمجلس الوطني، وتنظيم الفتوة، واللجنة الوطنية للألعاب الأولمبية، والمحاكم الثورة والمحاكم الخاصة ومحاكم الأمن الوطني.

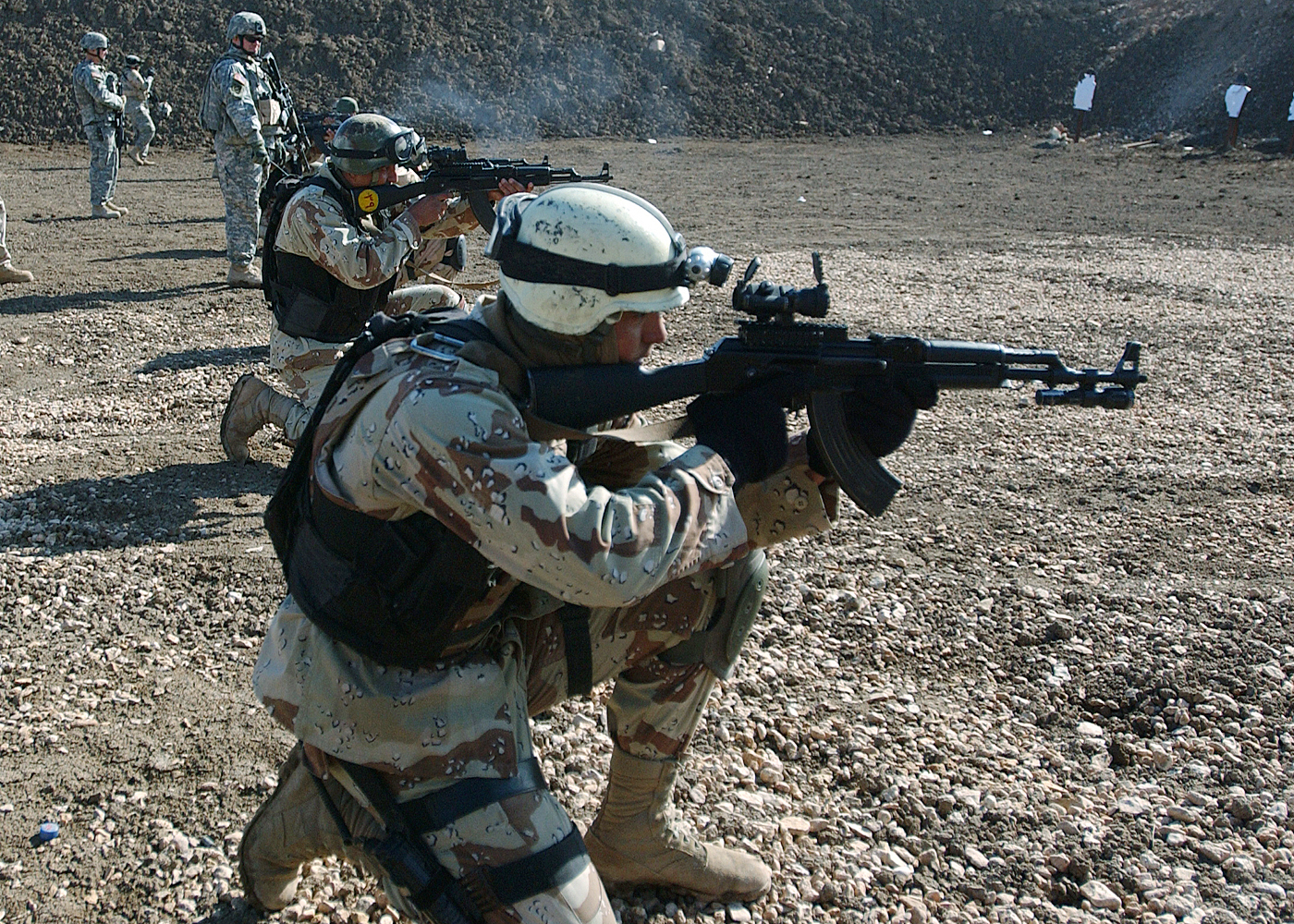
جنود عراقيون يحملون بنادق المعادي المصرية الصُنع خلال عملية إطلاق نار في الحلة.

وفي 8 أغسطس/أب، 2003، أصدر الحاكم المدني بول بريمر قراره رقم 22 بتشكيل جيش عراقي جديد، أو قوات دفاع وطني عراقية جديده.
وقد بدأت القوات الأميركية بالعمل على إعادة وزارة الدفاع لتتمكن من الإشراف على الجيش العراقي الجديد، وسيعمل وزير الدفاع الجديد بإشراف أميركي وبتوجيه المستشار الأميركي لوزارة الدفاع. ويتألف الجيش الجديد من القوات البرية والبحرية والجوية، بالإضافة إلى إدارة عامة يبلغ العنصر النسوي فيها 50% فضلاً عن هيئة أركان ستتولى السيطرة على هذه القوات التي بلغ عددها أكثر من 20 ألف شخص ليصل إلى 35 ألف شخص مع نهاية يونيو 2003، وسيكون الجيش من ثلاث فرق تضم كل فرقة 27 فوجاً آلياً خفيفاً.
وضمن خُطة معدة تم إنشاء مقر اللواء الأول في فبراير 2003 في منطقة السكك قرب الموصل، حيث سيتم تشكيل اللواء من الفوج الأول والثالث والرابع.

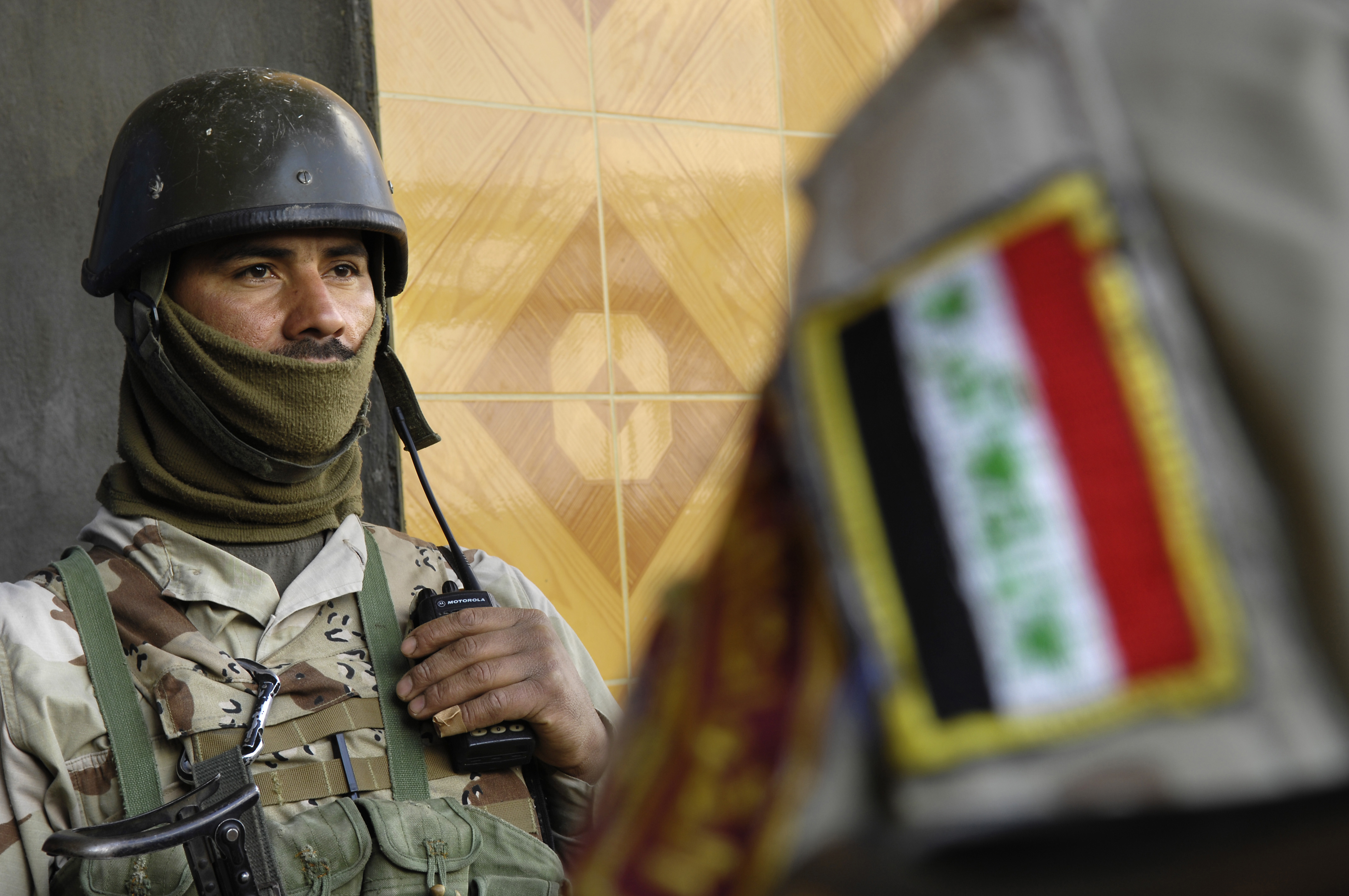
يقف جنود الكتيبة الرابعة، اللواء الثاني، الفرقة الخامسة، خارج مجمع للجيش العراقي، في بهرز، 31 يناير 2007.

ومع بداية يونيو 2003 سيرتفع إجمالي الضباط المتدربين إلى 1692 ضابطاً وكذلك سيرتفع عدد ضباط الصف المتدربين إلى 3500 ليشكلوا 15 فوجاً.
وفي أغسطس 2003، بدأ تشكيل أول فوج عراقي (NIA)، وتدريبه بدورة مدتها تسعة أسابيع، وتخرج هذا الفوج في أكتوبر 2003، وقد جرى تدريب الجيش العراقي من مقاولين أميركيين من مؤسسة ڤينيل (Vinnel)، تحت إشراف عسكريين من قوات التحالف، بقيادة الجنرال بول إيتون، وعانت الكتيبة الأولى من الجيش نسبة تسرب قاربت 50%، وذلك لقصور والعجز التي واجهت التدريب، وعدم كفاية الرواتب.
وفي خريف عام 2003، تشكلت «قوات الدفاع المدني العراقية» كقوات مؤازرة لقوات التحالف،  وتطور هدفها خلال شتاء 2004 إلى 2004، لتكون مهمتها ملء الفجوة بين قوات الشرطة والجيش. وكانت تحت إمرة وزارة الداخلية، ثم انتقلت إلى وزارة الدفاع، بحسب الأمر رقم 73 من سلطة الائتلاف المؤقتة، والذي نص على أنها تمثل عنصراً من عناصر القوات المسلحة.
وتحولت قوات الدفاع المدني العراقية من قوات شُرطية إلى قوة مشاة خَفيفة، أي قوات شرطة معززة، تستطيع القيام بالعمليات الهجومية والدفاعية الأساسية، وفي وقتًا لاحق، غيرت الحكومة العراقية اسم هذه القوة إلى قوات الحرس الوطني العراقي.
وعلى صعيد النماذج المعتمدة في بناء الجيش العراقي وبدلاً من نموذج وحدات المشاة الميكانيكية، التي كانت ضمن الجيش السابق، أصبحت التشكيلات التكتيكية الأساسية تعتمد على كتائب المشاة المحمولة، التي تعمل بصورة متكررة في شكل سرايا، وبناءً عليه، فإنه بدلاً من الآليات التكتيكية المجنزرة الثقيلة، التي تحمل قاذفات الصواريخ والمدافع الآلية، أو الرشاشات الثقيلة، جرى التحول إلى قوات وأسلحة محمولة على عربات ذات مدرعات خفيفة، ورشاشات خفيفة أيضاً.

## أبرز الحروب الحديثة

شعار القوة الجوية العراقية (1931-2003)

### حرب 1941
أحداث مايس 1941 أو حرب مايس أو حركة مايس هي حرب خاضها الجيش العراقي في عام 1941 ضد المملكة المتحدة، بعد مخالفة المملكة المتحدة لمعاهدة 1930 وذلك بإنزال القوات البريطانية في العراق بدون موافقة الحكومة العراقية والتي كانت ذريعتها مرورها عبر الأراضي العراقية إلى فلسطين للاشتراك في المعارك الدائرة في أوروبا، كان الجيش العراقي قبيل الحرب مع بريطانيا يتألف من أربعة فرق من المشاة كاملة التجهيز والقوة، تتكون كل فرقة مشاة من ثلاث ألوية. الفرقة الأولى والثالثة كانت تتمركز في بغداد، أما الفرقة الثانية فكانت في كركوك، الفرقة الرابعة كانت متمركزة في مدينة الديوانية[ ؟ ]، بعد يومين من الأشتباكات العنيفة التي استطاعت فيها القوات المسلحة العراقية أن تكبد القوات المسلحة البريطانية خسائر فادحة، تلقت القطاعات العراقية أوامر بإعادة تنظيم أنفسها والتجمع مع ألوية أخرى في خطة شاملة أعدتها القيادة العامة للقوات المسلحة للدفاع عن بغداد، بعد وصول التعزيزات من فلسطين والأردن استطاع الجيش البريطاني هزم الجيش العراقي والدخول إلى بغداد.

### حرب 1948

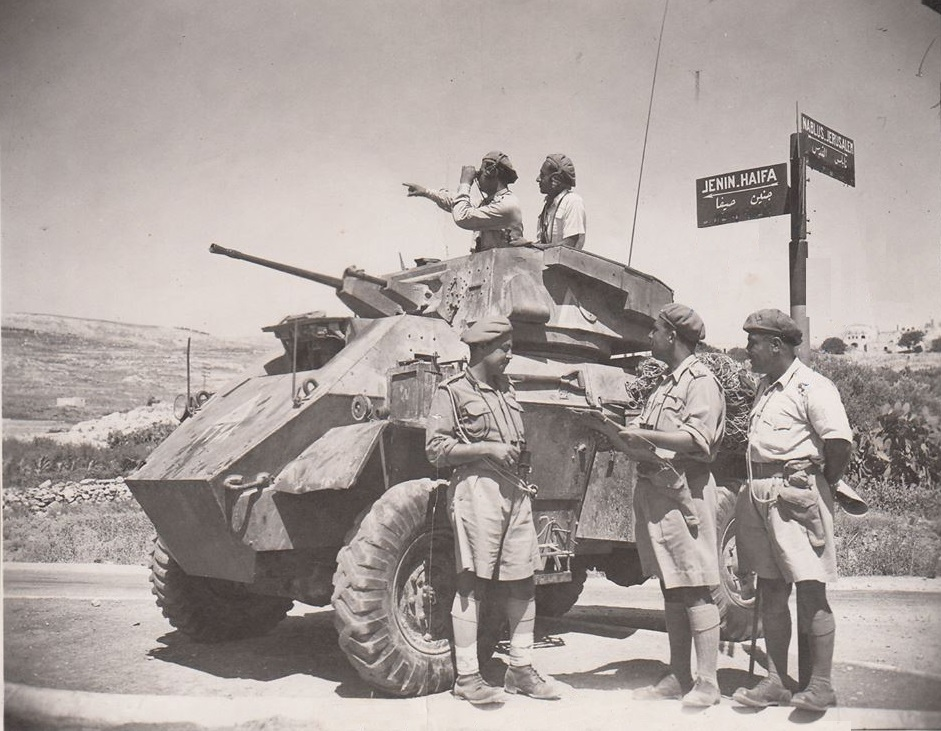
أفراد من القوات المسلحة العراقية في جنين، وتظهر خلفهم مصفحة غاي

حرب 1948 شارك الجيش العراقي في حرب 1948 في فلسطين، حيث حاربت مملكة العراق إلى جانب المملكة المصرية (سابقاً) ومملكة الأردن وسورية ضد المليشيات الصهيونية المسلحة في فلسطين والتي تشكلت من البلماخ والإرجون والهاجاناه والمتطوعون اليهود،  بعد قرار الأمم المتحدة تقسيم فلسطين لدولتين يهودية وعربية الأمر الذي عارضته الدول العربية حيث شنت هجوماً عسكريا لطرد المليشيات اليهودية من فلسطين في مايو 1948 استمر القتال حتى مارس 1949، كان للجيش العراقي دور ملحوظ في الحرب حيث توجد مقبرة في جنين لشهداء الجيش العراقي أرسلت المملكة العراقية سابقا في 29 إبريل 1948 قوة عسكرية إلى شرق الأردن تضم 2,500 فرداً بقيادة العميد محمد الزبيدي تضم فوج مشاة ميكانيكي، فوجان من المشاة، كتيبة مدرعة (36 دبابة خفيفة)، كتيبة مدفعية ميدان (12 مدفع 25 رطل)، بطارية مدفعية مضادة للطائرات. انتهت الحرب بهزيمة الجيوش العربية وأحتلال الكيان الصهيوني لفلسطين وذلك لعدة أسباب أهمها معاناة أغلب البلاد العربية في ذلك الوقت من الأستعمار وافتقارها للسيادة الوطنية، وأفتقار جيوشها للتسليح الكافي بالإضافة إلى ضعف تنظيمها التكتيكي.

### حرب أكتوبر

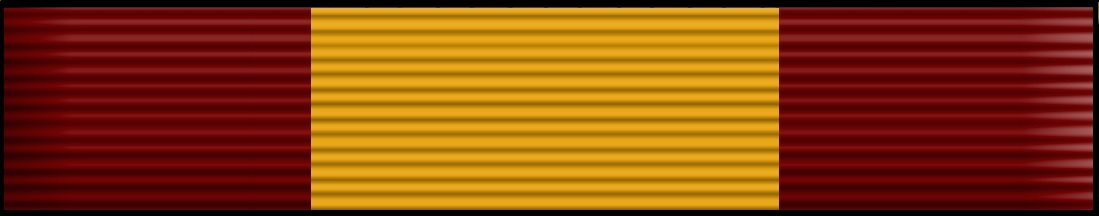
نوط القوة الجوية العراقية للمشاركين في حرب اكتوبر.

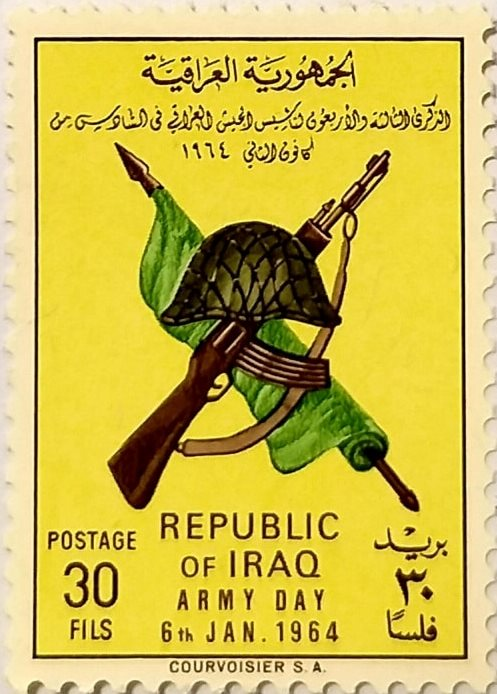
طابع بريدي عراقي فئة 30 فلساً صدر عام 1964 بمناسبة الذكرى الثالثة والاربعون لتأسيس الجيش العراقي.

كان للجيش العراقي دوراً هاماً في حرب أكتوبر ضد إسرائيل في 6 أكتوبر 1973 على الرغم من أن جمهورية العراق لم تخطر بموعد الحرب وعن أي خطط عسكرية لكنها قامت بالتعاون العسكري مع ودول الطوق العربي،   في الجبهة المصرية أرسال العراق سربين من طائرات الهوكر هنتر العراقية السرب المقاتل التاسع والعشرين والسرب المقاتل السادس وأشتركت طائرات الهوكر هنتر العراقية المتواجدة في مصر بالضربة الجوية الأولى التي سبقت عبور القوات المصرية لقناة السويس، في الجبهة السورية أمرت القيادة العراقية الجيش بالإستعداد للتحرك إلى الجولان الذي كان يبعد 1,000 كم عن العراق وبدت القطاعات الجوية والبرية بالتحرك فورًا إلى الجبهة السورية منذ الأسبوع الأول للحرب، في نهاية الحرب بلغ حجم القوات العسكرية العراقية المشاركة 30,000 جندي و250-500 دبابة و500 مدرعة سربين من طائرات ميج 21 وثلاث أسراب من طائرات سوخوي سو-17ب وسربين من طائرات هنتر، تعد المشاركة العسكرية العراقية هي الأكبر في الحرب من حيث العدد والعدة بعد مصر وسوريا.

### حرب الخليج الأولى
الحرب العراقية الأيرانية أو حرب الخليج الأولى هي حرب نشبت بين القوات المسلحة لدولتي العراق وإيران واستمرت من سبتمبر 1980 إلى أغسطس 1988. هذه الحرب هي أطول الحروب التقليدية في القرن العشرين، أدت إلى مقتل ما يقارب مليون شخص وخسائر مالية تقدر بحوالي 1.19 ترليون دولار أمريكي،  كانت القوات المسلحة العراقية آنذاك تتألف من 190,000 جندي عام 1980، التشكيلات الأساسية للقوات هي 12 فرقة عسكرية منها 5 فرق مدرعة وبقية الفرق ما بين فرق مشاة ومشاة آلية. ويقدر عدد الدبابات بنحو 1740 دبابة من طرازات تي-54 وتي-55 وتي-62 والقليل من دبابات تي-72، وكان العراق قد تسلم من الإتحاد السوفيتي خلال الفترة 1970-1979 نحو 700 دبابة تي-62 و300 دبابة تي-55 و50 دبابة تي-72، كان من المقرر أن تصل إلى العراق المزيد من دبابات تي-72 بحراً إلا أنها عادت أدراجها فور نشوب الحرب وفرضت موسكو حظراَ للسلاح على العراق، مركبات القتال المدرعة وناقلات الجنود المدرعة العراقية تتألف بشكل أساسي من مركبات بي إم بي-1 بي أر دي إم-2 بي تي أر-50 وبي تي أر-60. أما القوة الجوية العراقية كانت تضم نحو 18,000 فرد وهي مجهزة بـ 5 أسراب أعتراضية مسلحة بطائرات ميج-21 و14 سرب هجوم أرضي منها 4 أسراب ميج-23بي و3 أسراب سوخوي-7بي و4 أسراب سوخوي-20 وسرب طائرات هوكر هنتر وسرب إليوشن-28 وسرب توبوليف تو-22، أنتهت الحرب بقبول الطرفين قرار مجلس الأمن القاضي بوقف أطلاق النار.
القوات العراقية المشاركة
| - الفرقة الأولى الآلية (الديوانية) - الفرقة الثانية مشاة (كركوك) - الفرقة الثالثة المدرعة (تكريت) - الفرقة الرابعة مشاة (الموصل) - الفرقة الخامسة الآلية (البصرة) - الفرقة السادسة المدرعة (بعقوبة) - الفرقة السابعة مشاة (السليمانية) - الفرقة الثامنة مشاة (أربيل) | - الفرقة التاسعة المدرعة (السماوة) - الفرقة العاشرة المدرعة (بغداد) - الفرقة الحادية عشر مشاة (السليمانية) - الفرقة المدرعة الثانية عشر (دهوك) - اللواء 31 قوات خاصة - اللواء 32 قوات خاصة - اللواء 33 قوات خاصة | - 115 طائرة ميج-21 - 80 طائرة ميج-23بي - 40 طائرة سوخوي-7بي - 60 طائرة سوخوي-20 | - 15 طائرة هوكر هنتر - 10 طائرات إليوشن-28 - 12 طائرة توبوليف تو-22 |

### غزو الكويت

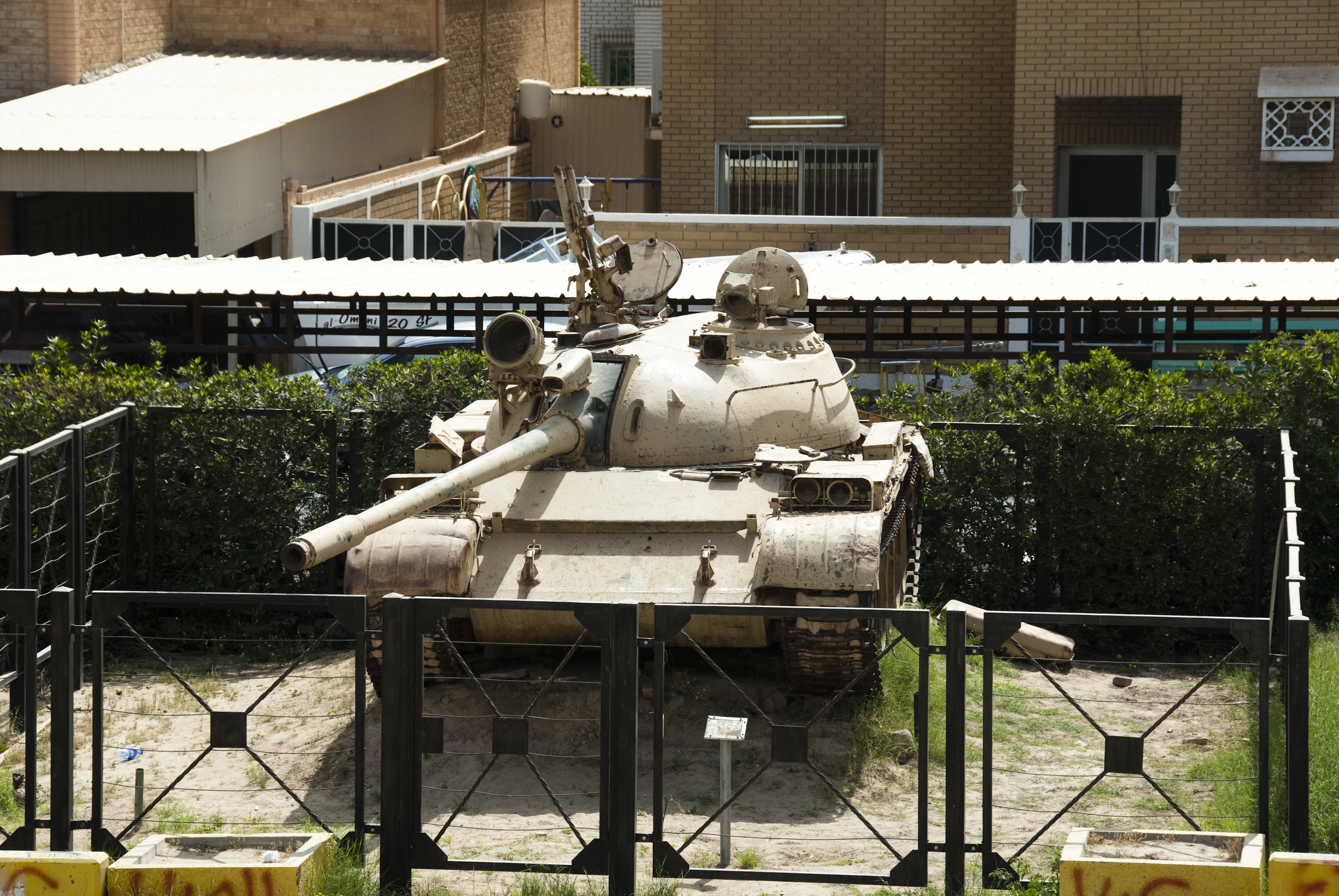
دبابة عراقية معروضة في منطقة القرين، الكويت.

الغزو العراقي للكويت في 2 أغسطس 1990 تقدمت فرق الحرس الجمهوري[ ؟ ] مخترقة الحدود الدولية بإتجاه مدينة الكويت وتوغلت المدرعات والدبابات العراقية في العمق الكويتي وقامت بالسيطرة على المراكز الرئيسية في شتى أنحاء البلاد ومن ضمنها العاصمة. كما قام الجيش العراقي بالسيطرة على الإذاعة والتلفزيون الكويتي وتم أعتقال أَلوف من المدنيين الكويتيين بالإضافة إلى أعداد كبيرة من الأجانب الذين كانوا متواجدين في الكويت في ذلك الوقت والذين تم أستعمالهم كرهائن لاحقاً، يقدر عدد الجنود المشاركين بـ 88,000 جندي. استطاعت القوات المسلحة العراقية من إجتياح الكويت وأعلنت الحكومة العراقية بأن الكويت جزء من العراق وأعتبرتها المحافظة العراقية رقم 19 أنتهت الحرب بانسحاب الجيش العراقي وإعادة ترسيم الحدود.

### حرب الخليج الثانية

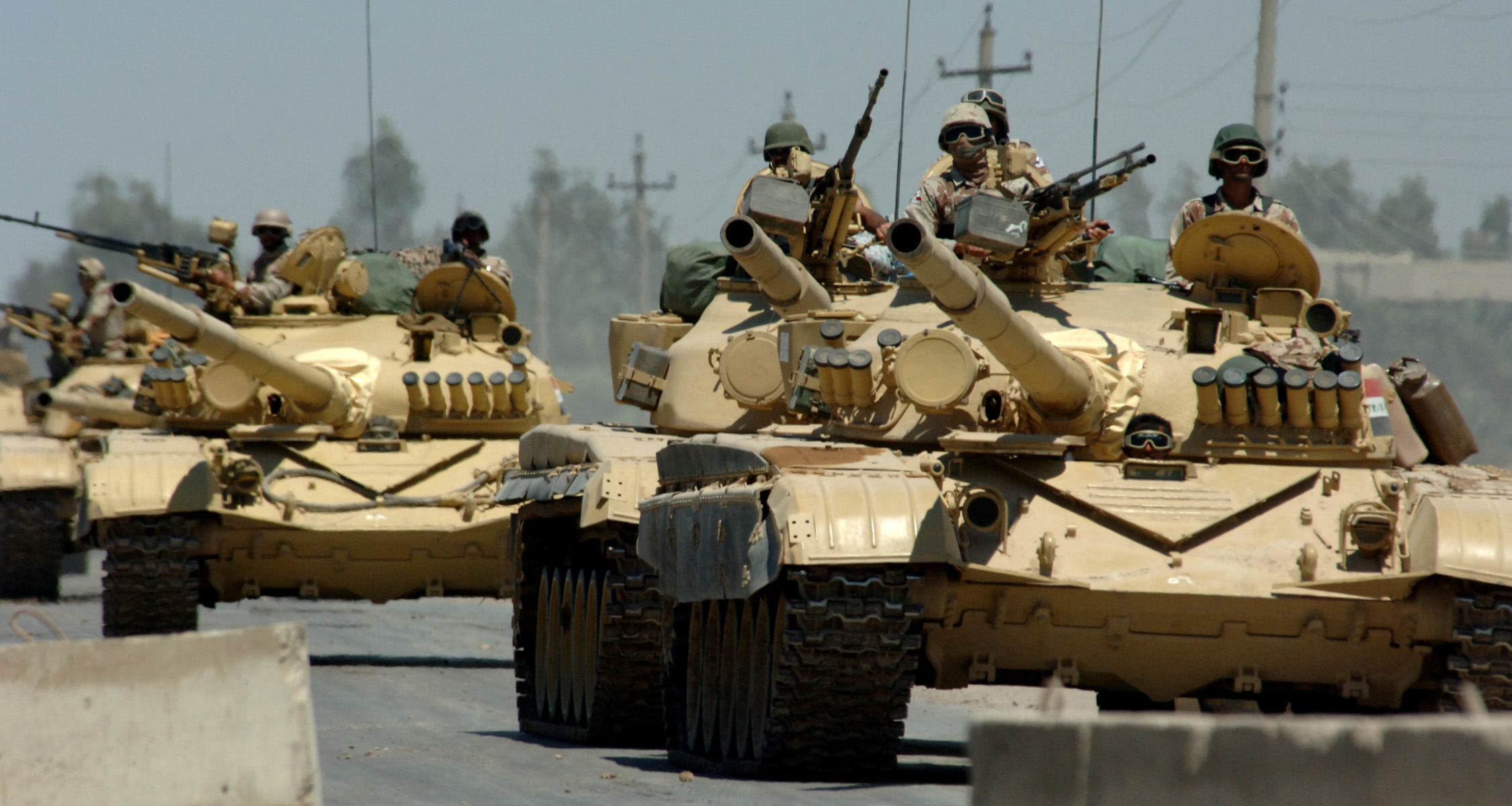
دبابة تي-72 التي استخدمها القوات المسلحة العراقية في.

حرب الخليج الثانية أو تحرير الكويت هي الحرب التي وقعت بين العراق وأئتلاف دولي من 34 دولة بقيادة الولايات المتحدة، بعد اجتياح القوات المسلحة العراقية لدولة الكويت في 2 أغسطس 1990 م وحتى فبراير 1991 م، تألفت الحرب من جزئين رئيسيين وهما حملة القصف الجوية على أهداف داخل العراق والتوغل الأرضي لقوات التحالف[ ؟ ] داخل الأراضي العراقية، قام الرئيس الأمريكي جورج بوش الأب بإرسال القوات الأمريكية إلى السعودية وفي نفس الوقت حاول إقناع عدد من الدول الأخرى بأن ترسل قواتها إلى مسرح الأحداث. فأرسلت ثماني دول قوّات أرضيّة لتنضم إلى القوات الخليجية المكونة من البحرين، الكويت، عُمان، قطر، السعودية، والإمارات العربية المتحدة، وألوية الولايات المتحدة الثقيلة، في المقابل أمتلك العراق بضعة زوارق مدفعية وزوارق حاملة للصواريخ، ولكنه عوّض عن هذا النقص في عدد القوات الأرضيّة الهائل، والبالغ 1.2 مليون جندي، 5,800 دبابة، 5,100 مدرعة أخرى و3،850 قطعة مدفعية، مما زاد من القدرة القتالية للقوات الأرضية العراقية. أمتلك الجيش العراقي أيضا 750 طائرة مقاتلة وقاذفة قنابل، 200 قطعة جويّة أخرى ودفاعات صاروخية ورشاشة دقيقة، أنتهت الحرب بخسارة العراق وانسحابه من الكويت.

### معارك تحرير محافظات العراق
معارك تحرير العراق هي المعارك التي حدثت بين القوات المسلحة العراقية من جهة وتنظيم داعش وجيش رجال الطريقة النقشبندية من جهة أخرى، في النصف الثاني من عام 2014 تمكن تنظيم داعش من السيطرة على الموصل والأنبار والفلوجة وبعض المناطق الأخرى بعد انسحاب معظم الجيش العراقي من تلك المناطق وأعقبها إطلاق ألف سجين من السجن المركزي، وكذلك قام التنظيم بعملية تطهير طائفي للجيش العراقي منها مجزرة سبايكر في 11 يونيو 2014 الواقعة في قاعدة سبايكر الجوية في مدينة تكريت والتي راح ضحيتها أكثر من 1700 جندي وطالب في الكلية العسكرية والذين أسروا ثم اعدموا رمياً بالرصاص في الصحراء، تبعها مجزرة الصقلاوية التي راح أثرها أكثر من 300 جندي في ناحية الصقلاوية، في ذلك الوقت أصدر المرجع الشيعي علي السيستاني فتوى بالجهاد الكفائي ضد داعش والتطوع في صفوف الجيش العراقي على أثر ذلك تطوع أكثر من مليوني شخص في الجيش العراقي.  بدأ الجيش العراقي بإستعادت قوته وقام بشن هجوم ضد تنظيم داعش في جرف الصخر ومحافظة الأنبار حيث معقل داعش، بعد ذلك أستطاع الجيش العراقي أستعادة زمام المبادرة وتحرير بعض المدن من سيطرة داعش فأستطاع تحرير منطقة جرف الصخر التي سميت فيما بعد بجرف النصر
وفك حصار امرلي وعن وأجزاء كبيرة من محافظتي صلاح الدين وديإلى وتثبيت الوضع الامني في معظم محافظة الانبار، يَقدر عدد المشاركين من الجيش العراقي 25000-30000 جندي.

## الدور السياسي

### انقلاب 1936

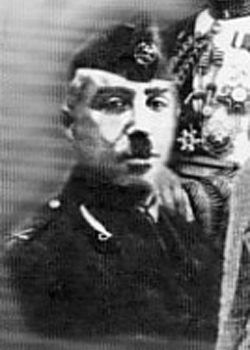
بكر صدقي

انقلاب بكر صدقي، هو انقلاب قام به الضابط بكر صدقي في 29 أكتوبر، 1936، ويعتبر هذا الأنقلاب حدث تاريخي مهم في الشرق الأوسط، حيث يعد أول أنقلاب في المنطقة العربية وقد قوبل الانقلاب بتأييد جماهيري في عموم أرجاء العراق،  أنضم بكر صدقي إلى الجيش العراقي وتدرج في الرتب حتى وصل إلى رتبة فريق ركن في عهد الملك غازي الأول وكانت له علاقه مع وزير الداخلية حكمت سليمان وفي أواخر عهد ياسين الهاشمي شغل منصب قائد الفرقة الثانية وتمكن من أقناع قائد الفرقة الأولى وقائد القوة الجوية بفكرة الانضمام للانقلاب للإطاحة بحكومة الهاشمي، وفي أثناء المناورات العسكرية التي كانت تجري في منطقة جبل حمرين بين خانقين وبغداد، سافر رئيس أركان الجيش طه الهاشمي بمهمة خارج العراق وأناب عنه الفريق عبد اللطيف النوري مما سهل عملية الانقلاب، فجرى على أن تُنقل الفرقة الثانية من قرة تبة إلى جلولا على أن يجري تسلل وحدات الفرقة إلى بعقوبة وزحفت قوات الجيش إلى بعقوبة وقطعت خطوط الأتصال إلى بغداد وأستولت على دوائر البريد والهاتف وعدد من المواقع الأستراتيجية ثم زحفت نحو بغداد بقيادة الفريق بكر صدقي وقد حَلقت طائرات حربية بقيادة العقيد الطيار محمد علي جواد وألقت ألاف المنشورات تضمنت البيان الأول للأنقلاب، وقد حاول وزير الدفاع جعفر العسكري إيقاف زحف قوات الانقلابيين نحو بغداد إلا أن بكر صدقي أتصل به واراد مقابلته وهناك جرده بكر صدقي وقواته من سلاحه فتقدم العديد من الضباط وقتلوه، أما عن نوري السعيد فلجأ إلى السفارة البريطانية ومن هناك هُرِب إلى الخارج، ومن ثم قام الملك بتوجيه خطاب التكليف إلى حكمت سليمان بتشكيل وزارة جديدة برئاسة بكر صدقي فتولى منصب رئيس أركان الجيش بدلاً من طه الهاشمي، وقد غادر ياسين الهاشمي ونوري السعيد ورشيد عالي الكيلاني العراق. ويُذكِر أن بكر صدقي قد أهتم بالجيش وتنظيمه.

### انقلاب رشيد عالي الكيلاني 1941

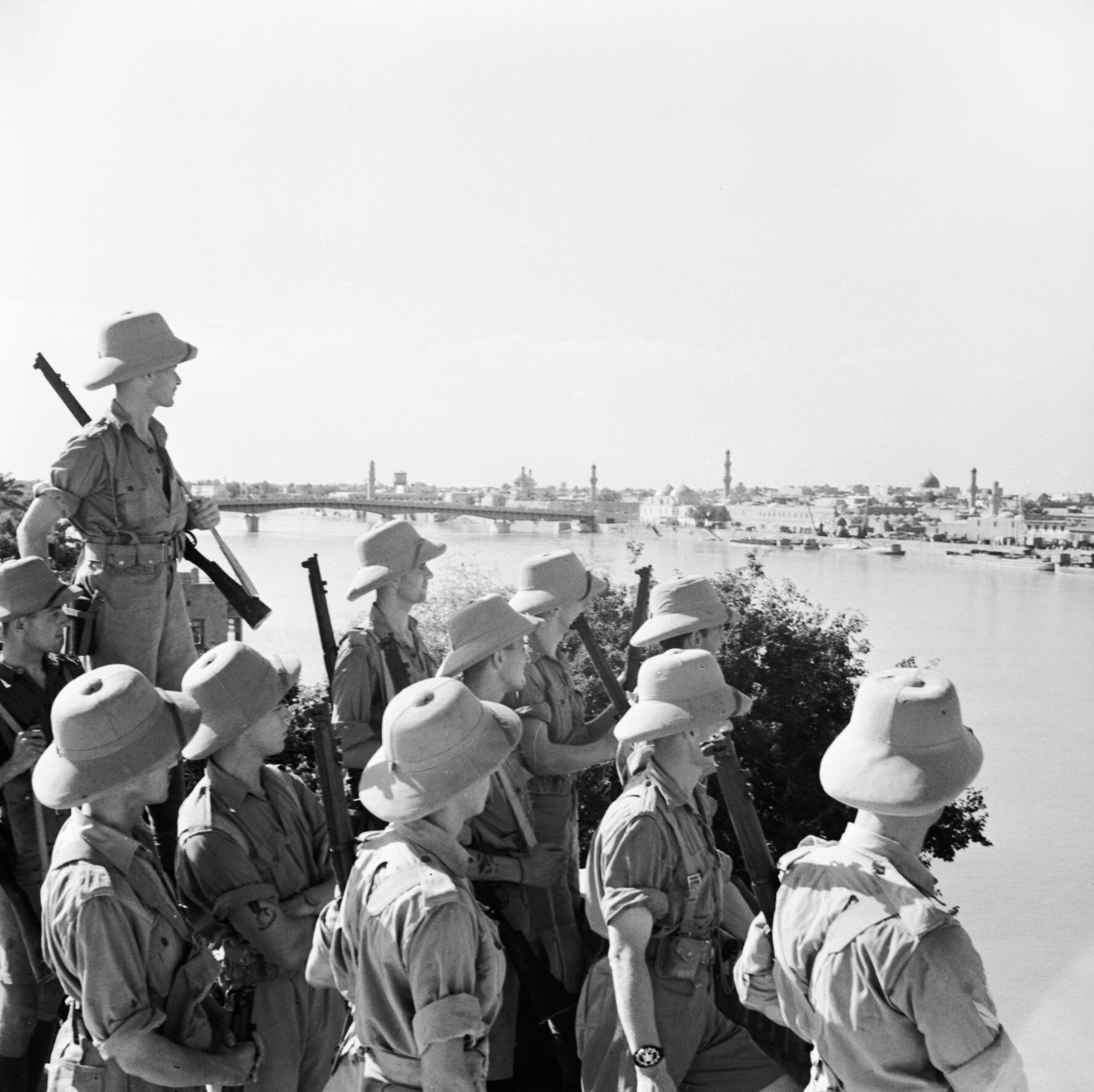
جنود بريطانيون ينظرون إلى بغداد.

انقلاب رشيد عالي الكيلاني، أو ثورة رشيد عالي الكيلاني، وتعرف أيضاً بحركة مايس، هي حركة عسكرية قامت في 1 أبريل، 1941، وقام بها أربعة ضباط يعرفون بال«العقداء الأربعة» أو «القادة الأربعة»، وهم كل من صلاح الدين الصباغ، وفهمي سعيد، ومحمود سلمان، وكامل شبيب، وفي ذلك اليوم، أي الأول من أبريل، تأزمت الأوضاع بين الوصي والعقداء، فبادر الأخير إلى أتخاد الأجراءات الأمنية اللازمة، بجعل القطعات العسكرية في حالة إنذار وتوجيه مفارز عسكرية من فوج الحراسة للسيطرة على بعض المرافق العامة والجسور وبعض الطرق الرئيسية، وقد شعر الوصي بهذه التحركات العسكرية، فلجأ إلى المفوضية الأمريكية في بغداد، التي بدورها نقلته إلى معسكر سن الذبان في الحبانية، ومنها نقلته بطائرة عسكرية بريطانية إلى البصرة، ونتج عن هذا تشكيل حكومة الدفاع الوطني برئاسة رشيد عالي الكيلاني، وقد شارك في عضويتها العقداء الأربعة،  وفي 2 أبريل، وخرج الشعب متظاهراً تاييداً للحركة العسكرية، وأذاع رئيس الأركان بياناً ندد فيه بمخالفة الوصي واجباته المنصوص عليها،  وقد وجهت دعوة إلى مجلس الأمة لمناقشة تغيب الوصي عن واجباته، وفي 10 أبريل قرر تنحية عبد الإله، وتعيين شرف بن راجح بموافقة 86 عضواً بينما تغيب 38 عضواً عن التصويت،  أذيع من إذاعة بغداد عن أصطدام مسلح بين الجيش العراقي والقوات البريطانية في معسكر سن الذبان، وقامت الأخيرة بقصف طائرات القوة الجوية العراقية،  وقد طوقت بريطانيا العراق وأتت بتعزيزات، وفي 28 أبريل، عندما أقتربت القوات البريطانية من بغداد، سُفر الملك ووالدته والملكة عالية بالقطار إلى كركوك ثم إلى أربيل بالسيارة، وبعد دخول الجيش البريطاني بغداد، عاد الملك فيصل الثاني واقاربه إلى بغداد، بعد عودة الوصي عبد الإله، وفي نفس اليوم عقدت لجنة الأمن الداخلي التي تشكلت في 28 أبريل، هدنة مع قائد القوات البريطانية بواسة السفارة البريطانية وسفيرها، وأتفقوا على عدم دخول القوات البريطانية إلى بغداد،  فبقيت في خارج بغداد وضواحيها، ثم أنسحبت بعض قطعاتها إلى معسكر سن الذبان وبقية القطعات إلى الأردن. وبعد عدة أيام، عمت الفوضة في معظم أنحاء بغداد، وبدأت عمليات سلب ونهب، مما أدى إلى أعلان حظر تجوال ونشر الجيش بشكل كثيف، واجرى عبد الإله أجراءات ضد الضباط الذين أسهموا بفاعلية في ثورة مايس. فلقد صدرت أحكام من قبل المجلس العرفي العسكري بالإتفاث على كل من العقيدين فهمي سعيد ومحمود سلمان بالإعدام شنقاً وفق الفقرة الأولى من المادة 80 من قانون العقوبات البغدادي، وحكم بالإتفاق على الفريق أمين زكي سلمان بالحبس الشديد لمدة خمس سنوات أعتباراً من تاريخ توقيفه في 13 مارس، 1942 وذلك وفق الفقرة الثانية من المادة 80 من قانون العقوبات البغدادي، وصدر حكم الإعدام شنقاً حتى الموت وفق الفقرة الأولى من المادة 80 من قانون العقوبات البغدادي على كامل شبيب، كما صدرت الأرادة الملكية في 8 نوفمبر، 1945، القاضية بأعدام العقيد صلاح الدين الصباغ وفق المادة 80 من قانون العقوبات البغدادي الفقرة الأولى، وقد صدرت أحكام مختلفة بحق الوزراء والمؤيدين لثورة مايس 1941. وبلغ عدد الدين طردوا من الجيش 103 ضابطاً،  وعدد الذين ألقي القبض عليهم، 163 ضابطاً،  وعدد الذين التجأوا إلى إيران 90 ضابطاً، والذين التجأوا إلى سوريا 43 ضابطاً، وعدد الضباط الأسرى 53 ضابطاً، وعدد الذين نقلوا من مناصبهم الحساسة إلى مناصب أقل أهمية 7 ضباط، وعدد الذين التجأوا إلى تركيا ضابط واحد. ويبلغ عدد الضباط التي تضرروا نتيجة مؤازرتهم لثورة مايس ما يقارب 605 ضابطاً وهذا العدد تقديري.

### ثورة 14 تموز 1958
في صبيحة يوم 14 تموز/يوليو، عام 1958، قام قاسم ومؤيديه من الضباط الأحرار بتنفيذ حركات على سحب الخطة التي أعدوها للسيطرة على بغداد والإطاحة بالنظام الملكي،  وأدت هذه الثورة أو الأنقلاب إلى مَقتل وأعتقال العديد من أفراد الأسرة المالكة والمقربيين منها، بما في ذلك نوري السعيد والوصي عبد الإله، ومن نفذ الخطة بشكل رئيسي هما العقيد عبد الكريم قاسم والعقيد عبد السلام عارف، قبل قيام الثورة طلبت الأردن مُساعدة من العراق خوفاً من قيام ثورة في لبنان قد تنتشر إلى الأردن، وأرسلت الحكومة العراقية لواء مكون من ثلاثة أفواج كان من ضمنها فوج بقيادة عبد السلام عارف، وقد حاول خداع قائد اللواء بأنه سيذهب إلى الأردن ومن ثم سيذهب إلى بغداد ثم الفلوجة ومنها إلى الأردن، ولكنه ذهب إلى بغداد وسيطر عليها وعلى مراكزها الحيوية لأسقاط النظام،  وأذاع بيان الثورة وأعلن الجمهورية العراقية ونهاية النظام الملكي،  وقد هاجمت قوات القصر الملكي وأستسلم الحرس الملكي والعائلة المالكة،  وقد أصاب عبد الإله والملك فيصل ومرافقيه بجروح،  وبعد الثورة، أُذيع في الأذاعة بأن قاسم رئيس الوزراء والقائد العام للقوات المسلحة ووزير الدفاع بالوكالة، وأُختير العقيد عارف نائب رئيس مجلس الوزراء ووزير الداخلية، وأصبح محمد نجيب الربيعي رئيساً لمجلس السيادة، وفي 26 تموز تم اعتماد الدستور المؤقت،  وألغاء المراسيم السعيدية، وأطلاق سراح المُعتقلين والسجناء السياسيين وألغت قرارات نزع الجنسية، وإطلاق الحريات العامة والنشاطات الحزبية وأعتبار حركة 1941 حركة تحررية وطنية، وأعادت الضباط الذين أحالوا إلى التقاعد للخدمة وخفضت محكوميات الأكراد بسبب أشتراكهم في الانتفاضات الكردية المسلحة ضد الحكم الملكي.

### انقلاب 1963

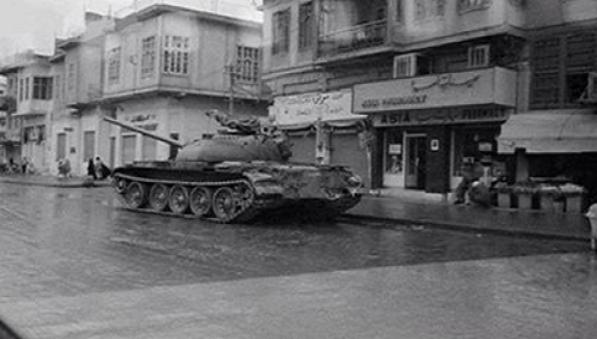
دبابة في منطقة البتاويين اثناء الانقلاب

انقلاب 8 شباط 1963 أو حركة رمضان في 8 شباط 1963 نفذت قطاعات من الجيش انقلابا أطاح بحكم عبد الكريم قاسم والذي وصف بأنه إغتال ثورة 14 تموز بقيادة عبد السلام عارف وأحمد حسن البكر، أختار قادة الحركة الساعة التاسعة من صباح يوم الجمعة 8 فبراير للانطلاق، لكون يوم الجمعة يوم عطلة مما يوفر سهولة الحركة للقطاعات العسكرية،  توجهت إحدى القطع المهاجمة إلى دار الإذاعة حيث سلمتها القوة الخاصة بحمايتها للمهاجمين فبدأت الإذاعة تبث أناشيد ثورية ووطنية. في حين اغارت طائرات الميغ 17 والهوكر هنتر من السربين السادس والسابع على وزارة الدفاع العراقية محدثة أضراراً كبيرةً في مبنى الوزارة وكذلك أستطاعت الدبابات وقوات المشاة محاصرة مبنى الوزارة في حين طوقت وحدات من المشاة مع عدد غفير من المتطوعين مبنى مجلس الوزراء فهرب الكثير من وزراء ومناصري عبد الكريم قاسم وتواروا عن الأنظار، لم يكن هناك مقاومة كبيرة للحركة سوى من الأمن الخاص بوزارة الدفاع ولم يبقى مع قاسم سوى بعض من كان في وزارة الدفاع، في الوقت الذي كان فيه القصف يجري على وزارة الدفاع، سجل عبد الكريم قاسم على شريط تسجيل تحت أصوات الانفجارات والقصف خطاب موجه إلى الشعب والقوات المسلحة العراقية يدعو فيه إلى مواجه الانقلاب وأرسله إلى دار الإذاعة لكنه لم يذع بسبب سيطرة قادة الانقلاب على الإذاعة، غادر عبد الكريم قاسم مبنى الوزارة وتحدث مع عبد السلام عارف طلباُ منه التفاوض، أستسلم عبد الكريم قاسم لقادة الانقلاب وأقتيد هو ورفاقه  إلى أستوديو التلفزيون حيث تم أصدار بيان عاجل بتشكيل محكمة خاصة أصدرت حكم الإعدام بحقهم، عرضت صورة في التلفزيون العراقي لعملية إعدام عبد الكريم قاسم ومرافقيه.

## الأفرع الرئيسية

### القوة البرية العراقية

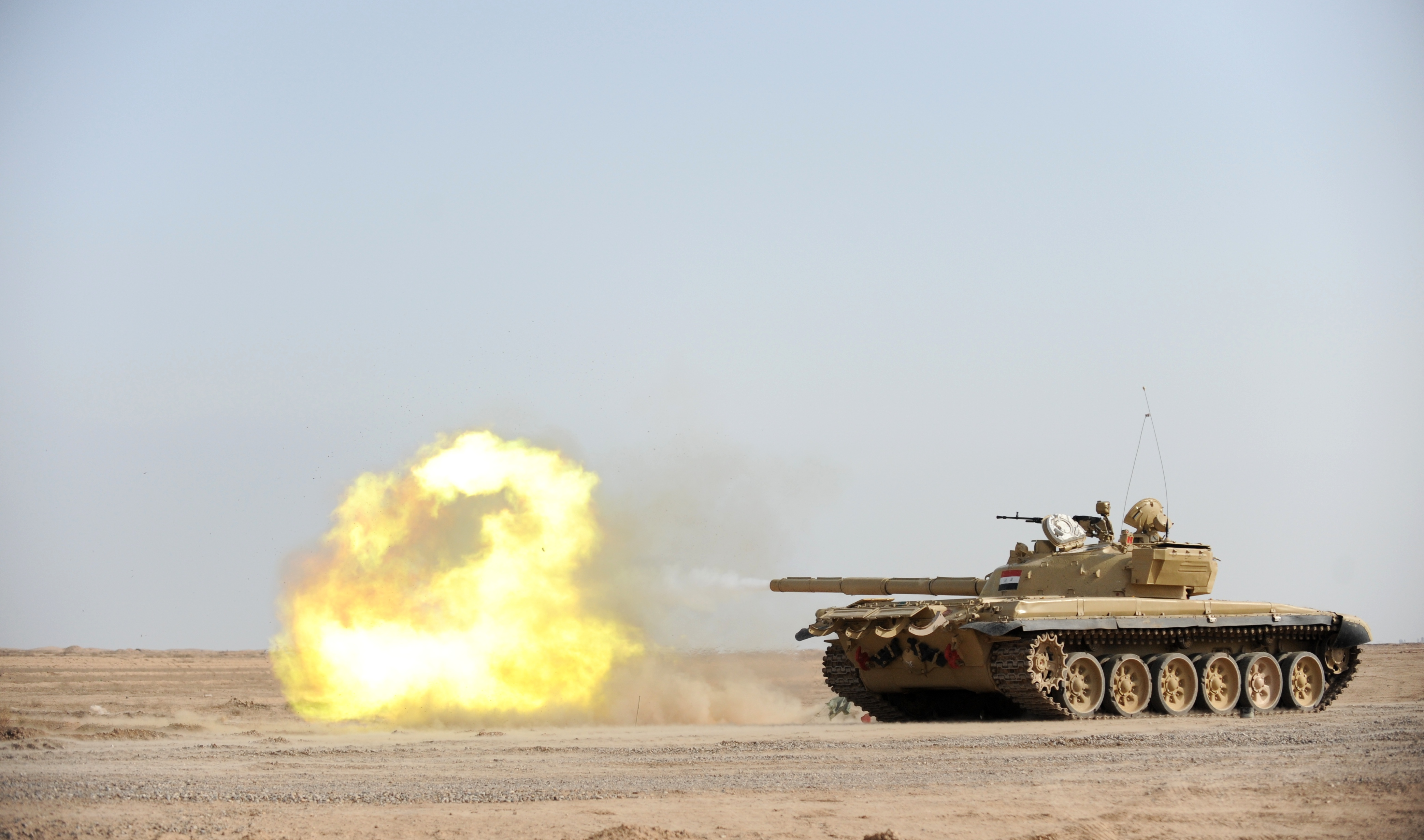
الجيش العراقي T-72 دبابة ينفذ تدريبات بالذخيرة الحية في ميدان بسماية بغداد، 28 أكتوبر 2008.

القوة البرية العراقية أهم وأكبر تشكيلات القوات المسلحة لجمهورية العراق وقد تشكلت عام 1921 وكان أول فوج هو فوج الإمام موسى الكاظم، شاركت القوة البرية في حرب 1941 وحرب فلسطين 1948 وحرب 1967 وحرب 1973 والتي كان لها دور في حماية دمشق من السقوط بيد إسرائيل والحرب العراقية - الإيرانية 1980-1988 وعاصفة الصحراء 1991 ضد قوات التحالف الدولي بقيادة الولايات المتحدة، تتكون القوة البرية من 14 فرقة[ ؟ ] عسكرية جميعها فرق مشاة ما عدا الفرقة التاسعة فهي مشاة آلي وتتكون الفرقة الواحدة من أربعة ألوية عدد جنود الفرقة الواحدة 14,000 ألف مقاتل. بعد الغزو الأمريكي للعراق تمت إعادة تسليح الجيش العراقي ففي إيار عام 2005 وافقت هنغاريا على منح العراق دبابات تي-72 اس بعد إعادة تأهيلها مقابل مبلغ رمزي 4,5 مليون دولار. كما أشترى العراق سيارات مدرعة من بولندا وكميات كبيرة من مركبات الهمفي وصل عددها إلى 10,000 مركبة لإستخدامها من قبل الجيش العراقي وقوات الشرطة الإتحادية، تملك القوة البرية حالياً 500 دبابة قتال أشتراها العراق من الولايات المتحدة الأمريكية بقيمة 2,2 مليار دولار، كما أتفق العراق مع روسيا لشراء أسلحة مختلفة تشمل مدافع هاون وراجمات الصواريخ نوع غراد وكمية كبيرة من مدافع الهاون والصواريخ المضادة للدبابات وغيرها.

### القوة الجوية العراقية

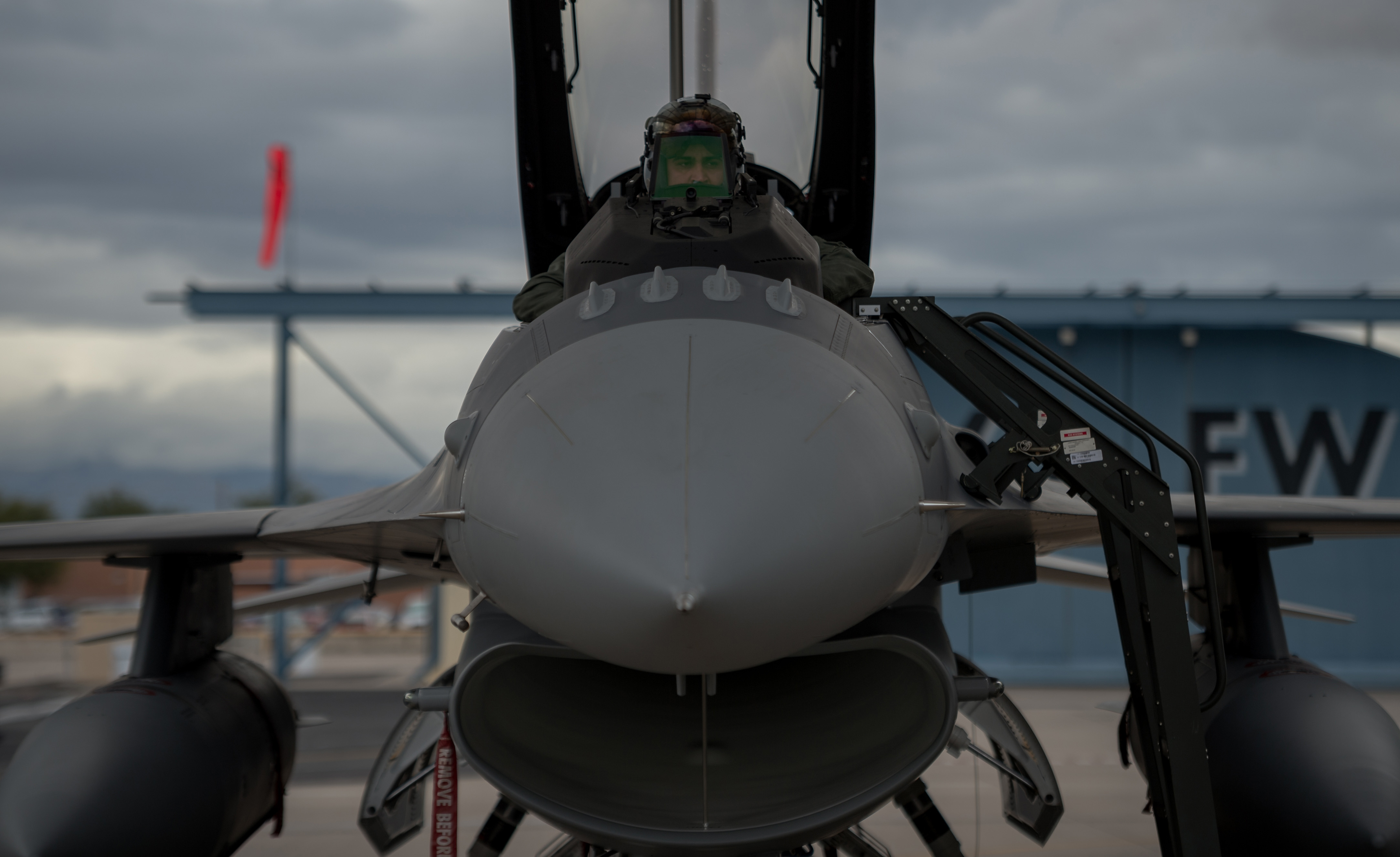
ضابط في القوة الجوية العراقية يقود اف 16.

القوة الجوية العراقية الفرع الجوي من القوات المسلحة العراقية والمسؤولة عن حماية سماء العراق ومراقبة الحدود الدولية والممتلكات الوطنية والقيام بالعمليات الجوية، يعود تأريخ نشوء القوة الجوية إلى عام 1931 عندما كان العراق تحت النفوذ البريطاني. تأسست عندما عاد مجموعة من الطياريين من التدريب في بريطانيا بطائرات بريطانية الصنع إلى مطار الوشاش (حالياً مطار المُثنى العسكري)،  وكانت هذه انطلاقة وبداية نشوء القوة الجوية العراقية في تاريخ 22 نيسان 1931 واعتبر هذا اليوم عيداً للقوة الجوية. كان نمو القوة الجوية يتغير بالعلاقات السياسية ففي عام 1958 عندما اطيح بالنظام الملكي في العراق بدأت الحكومة العراقية الجديدة علاقات دبلوماسية مُضردة مع الإتحاد السوفيتي، 
```
في نفس الوقت قطع العلاقات مع الدول الغربية.
[
48
]
 وخلال فترة الخمسينات والستيينات من القرن الماضي استخدمت القوة الجوية الطائرات السوفيتية والفرنسية، عندما وصل 
صدام حُسين
 إلى السلطة في عام 1979 نمت القوة الجوية بسرعة كبيرة جدأ واشترى العراق عدد من الطائرات الفرنسية.
[
156
]
```

وقد بلغت القوة الجوية العراقية أبلغ ذروتها وقوتها بعد الحرب العراقية الإيرانية، ففي عام 1988 بلغ تعداد طائراتها قرابة 1050 طائرة، لتصبح واحدة من أكبر القوى الجوية في المنطقة،  إلى أكثر من 1000 طائرة لكنها لم تلبث طويلاً حيث دُمرت قرابة 500 طائرة في حرب الخليج الثانية حيث دُمرت مُعظم الطائرات العراقية أو لجئت إلى إيران لحمايتها من القصف الأمريكي أو هنالك مشاكل في الطيران بسبب حظر الطيران وعدم توفر قطع الغيار،  وبعد انتهاء حرب الخليج الثانية لم تُعِد إيران الطائرات إلى العراق واعتبرتها كتعويضات عن الحرب العراقية الإيرانية، والبالغ عددها قرابة 160 طائرة وبعد الحرب فَرضت مناطق حظر الطيران في شمال وجنوبي العراق، وما تبقى من الطائرات العراقية دُمر خلال غزو العراق عام 2003.

### القوة البحرية العراقية

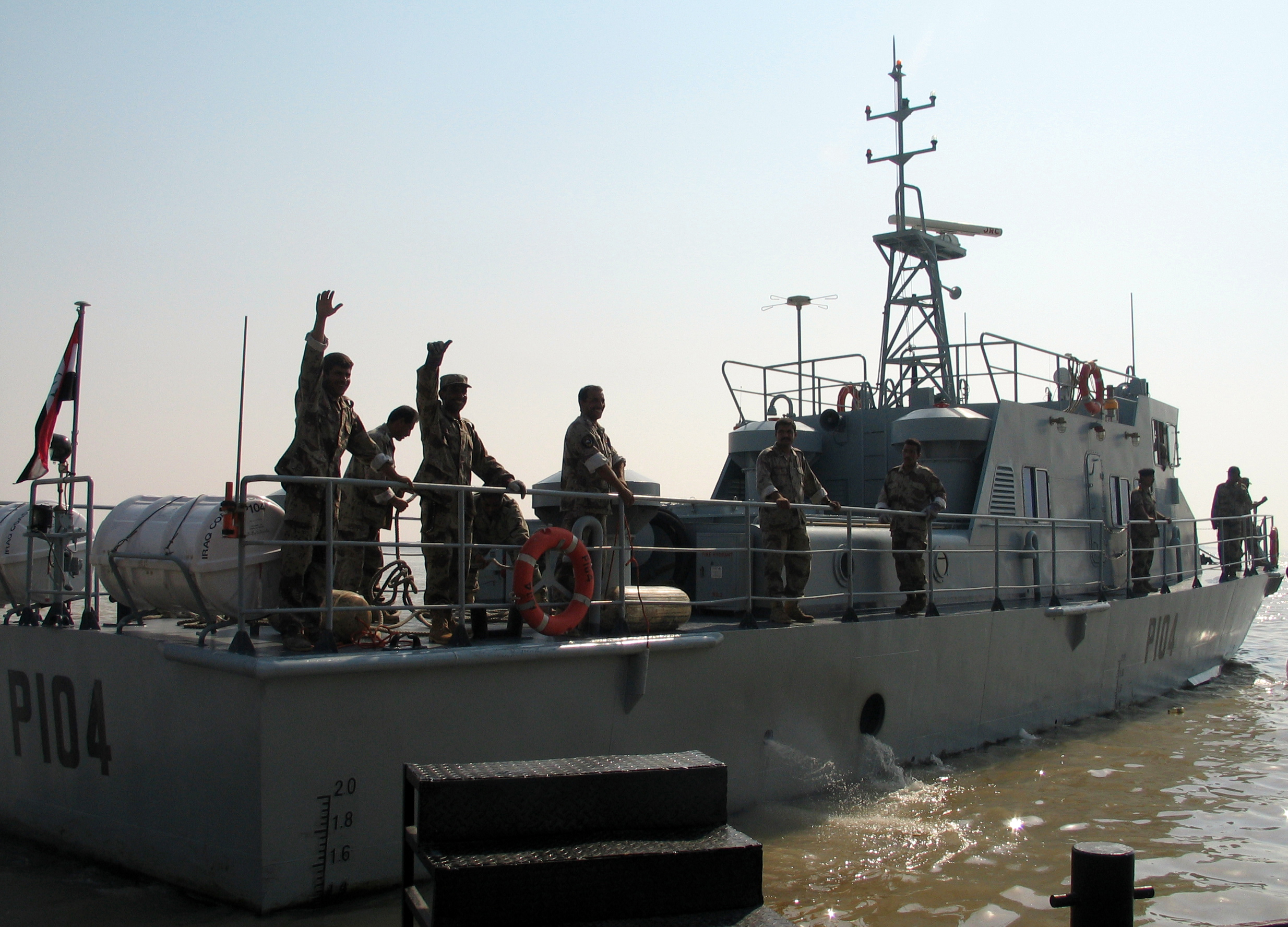
جنود في البحرية العراقية

القوة البحرية إحدى تشكيلات القوات المسلحة العراقية، تتألف من 2,300 فرد من مشاة البحرية، تأسست القوة البحرية العراقية 1937 بعد أن أمتلك العراق
```
4 
زوارق
 نهرية تطورت هذه القوة في 
الستينيات
 بوصول زوارق الطوربيد، قد بلغت القوة البحرية العراقية ذروتها خلال 
الحرب العراقية الإيرانية
 حيث بلغ مجموع أفرادها 5,000 فرد مقر قيادتهم في 
البصرة
 وتشكل أول أسطول في قاعدة 
أم قصر
 البحرية الذي تألف من 8 زوارق صواريخ من نوع أوسا أشتراهم العراق من 
الإتحاد السوفييتي
، مسؤولياتها الرئيسية هي حماية المياه الساحلية ووقف عمليات تهريب البشر 
والنفط
 
والأسلحة
 وحماية منصات 
النفط
 في البلاد، كانت تدعى في البداية قوة 
الدفاع الساحلي العراقية
، تم تغيير أسمها الرسمي في 
12 يناير
 
2005
 إلى القوة البحرية العراقية والدفاع الساحلي.
[
160
]
[
161
]
[
162
]
```

### الدفاع الجوي العراقي

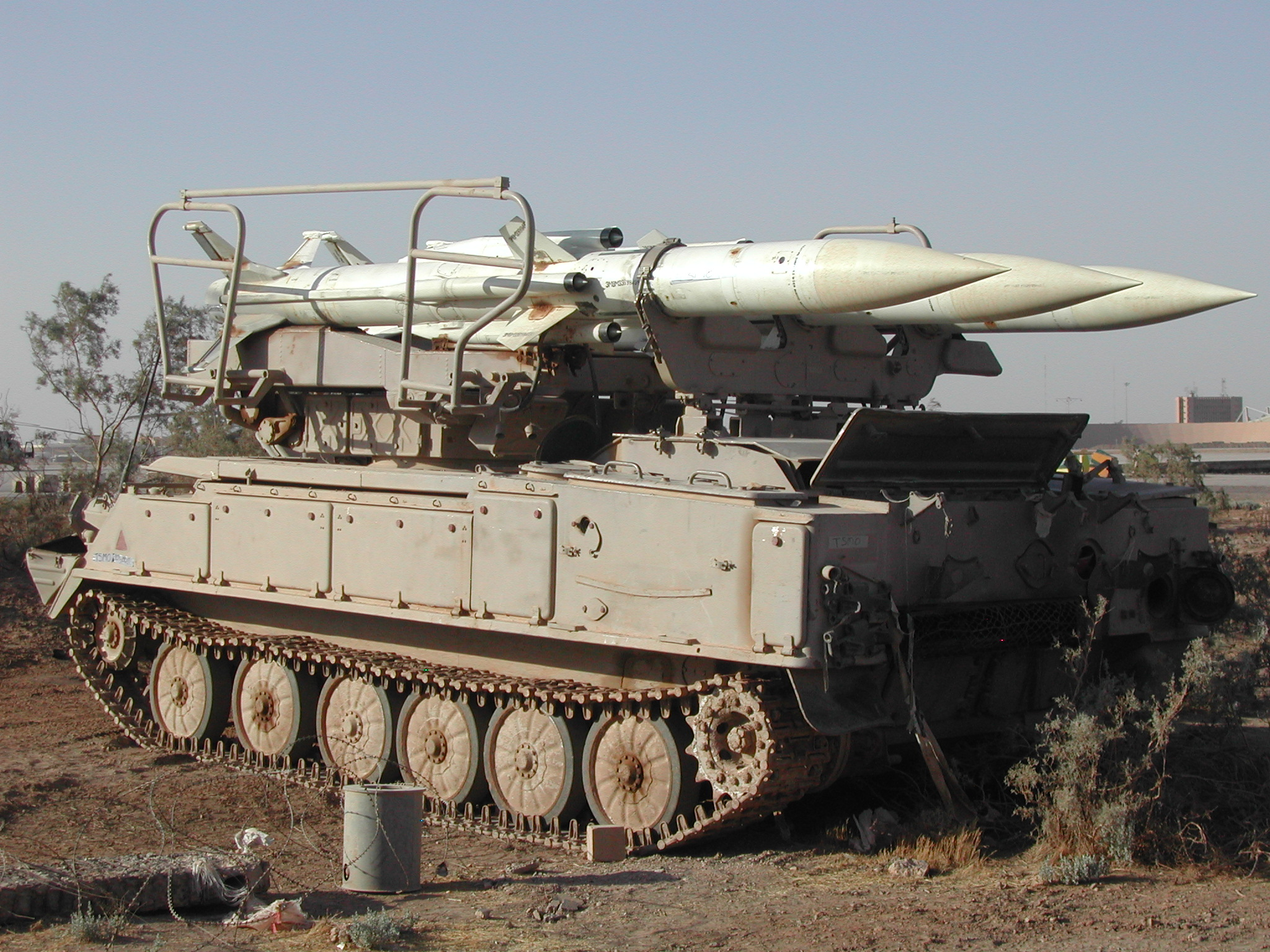
منظومة سام 6 عراقية.

إحدى تشكيلات القوات المسلحة العراقية، تأسس عام 1993 ثم أنحل عام 2003  وعاد من جديد عام 2011، مهمته تأمين الحماية لإجواء العراق ولإهدافه ومنشآته الحيوية وإعطاء التصاريح للطائرات بالمرور خلال سماء الوطن تم تأسيس القوة بعد هجمات إسرائيل على المفاعل النووي العراقي، أمتلك الدفاع الجوي العراقي في الثمانينيات من القرن الماضي مجموعة كبيرة ومتنوعة من صواريخ ارض – جو مضادة للطائرات وهي سام 2 وسام 3 وسام 6 وسام 8 وسام 9 وسام 13 روسية المنشئ وصواريخ رولاند الفرنسية واستطاعت هيئة التصنيع العسكري العراقي صنع صاروخ مضاد للطائرات أسمته الفاو[ ؟ ] وأيضاً قامت الهيئة بتطوير بعض الصواريخ منها صاروخ سام 2، استطاعت قوات لقوات التحالف[ ؟ ] تدمير مواقع الدفاع الجوي العراقي في حرب الخليج الثانية مما منح التحالف القدرة بأن يعبر الحدود الدولية للعراق ويفرض منطقة الحظر الجوي، حُل الدفاع الجوي العراقي في سنة 2003 بعد الغزو الأمريكي للعراق وإعيد تشكيله سنة 2011، يمتلك العراق منظومة دفاع جوي متطورة تتكون من صواريخ مضادة للطائرات ورادارات تم تسليمها إلى الدفاع الجوي العراقي لتأمين المناطق الحيوية والمهمة والحفاظ على سيادة الأجواء العراقية.

### طيران الجيش العراقي

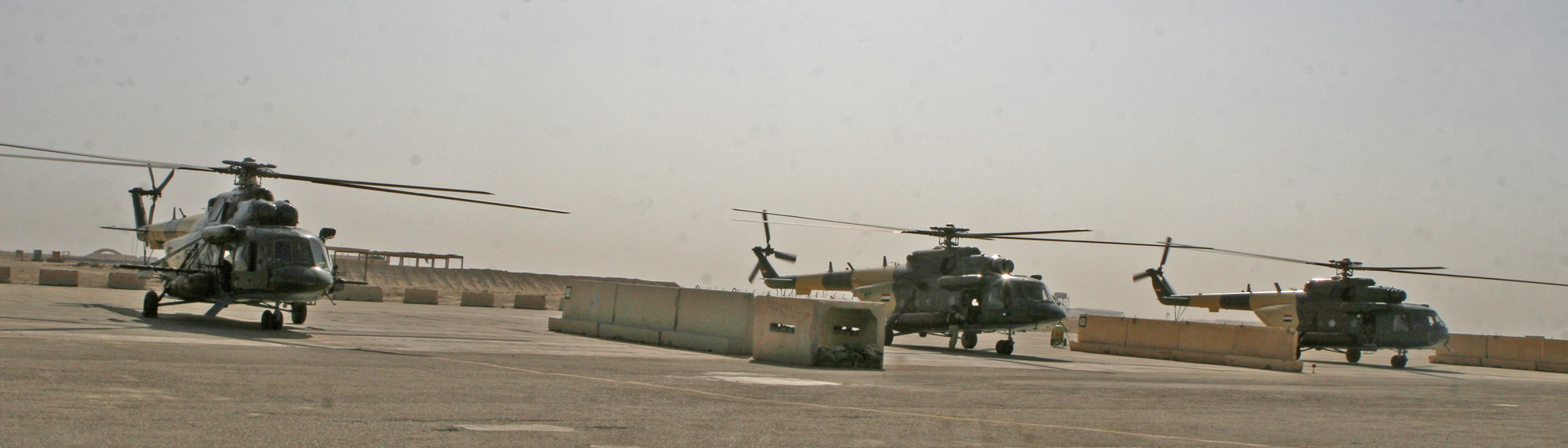
مروحيات في قاعدة التقدم الجوية سنة 2009.

إحدى تشكيلات القوات المسلحة العراقية، تأسست عام 1980، مهمتها إدارة وقيادة سلاح المروحيات للقوات المسلحة العراقية و تعد منفصلة تماما عن القوة الجوية العراقية، كان لها أدوار مهمة ومؤثره في أغلب حروب الجيش العراقي بعد تأسيسها مثل الحرب العراقية الإيرانية وأحتلال الكويت إضافة إلى دورها في حرب العراق على الإرهاب في أسناد القطاعات البرية وتوفير الغطاء الجوي في المعارك وأستهداف تحركات الارهابيين ودورها البارز في تحرير مدن العراق من سيطرة تنظيم داعش، وصلت هذه القوة أوجها نهاية الحرب العراقية الإيرانية حيث ناهزت ملاكاتها ما يقارب 900 مروحية مختلفة، يملك طيران الجيش حاليا 175 مروحية عاملة ضمنها 15 مروحية هجومية.

## أفرع أخرى

### جهاز مكافحة الارهاب

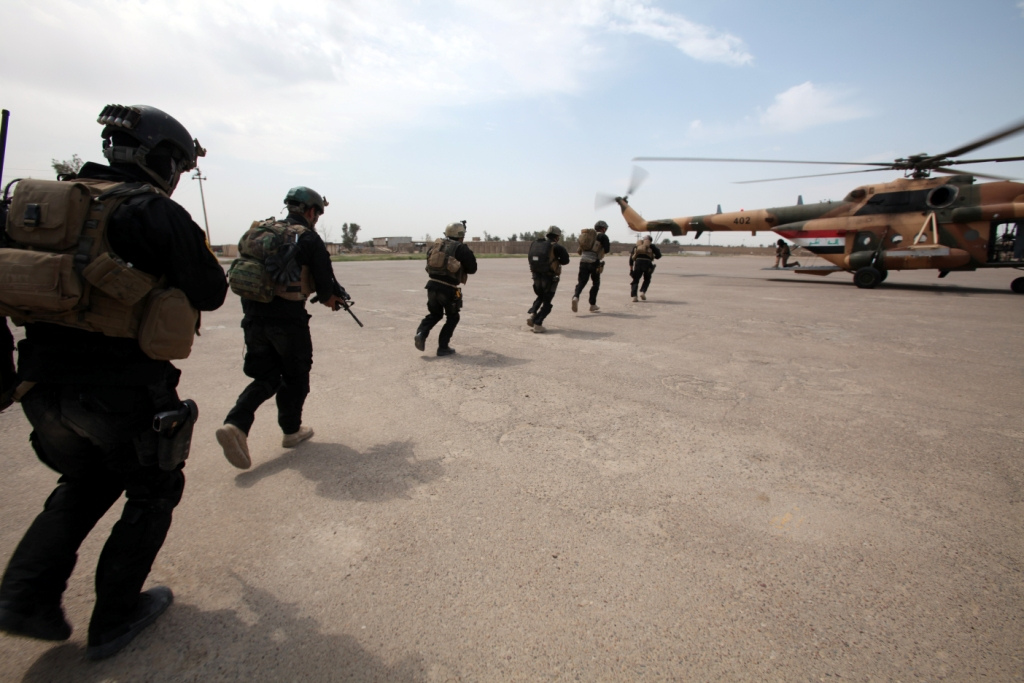
أفراد من القوات الخاصة العراقية أثناء التدريب.

القوات الخاصة العراقية أو قوات العمليات الخاصة العراقية هي وحدة القوات الخاصة العراقية التي أنشأتها قوات التحالف بعد غزو العراق عام 2003. أعتبارا من شهر نوفمبر 2007، أصبحت تابعة لمكتب مكافحة الإرهاب العراقي، تتكون الفرقة من لوائين اللواء الأول يتألف من الفرقة الأولى في بغداد وفرق العمليات الخاصة الفرقتين 5 و2 واللواء الثاني للدعم والتدريب وأيضاُ المدرسة الحربية العراقية الخاصة والفرقة الأولى التي تمت إعادة تسميتها حاليا بـ كتيبة 36، يعمل اللواء الثاني من العمليات الخاصة في البصرة والموصل وديإلى، شاركت القوات الخاصة العراقية في العديد من المعارك منها عمليات مكافحة الإرهاب وعمليات تحرير المدن المحتلة من قبل داعش.
تشكل نواة العمليات الخاصة بقيادة اللواء فاضل برواري في تاريخ 17 تشرين الأول 2003 بناء على طلب مجلس الحكم في معسكر جرف الصخر باسم فوج بغداد، بعد أكمال المرحلة الأولى من مراحل التأسييس تم تبديل تسمية الوحدة إلى كتيبة 36 كامندوز وفي عام 2005 قد تم تغير من كتبية 36 إلى العمليات الخاصة العراقية في تاريخ 22 كانون الأول 2005، تتعبر العمليات الخاصة العراقية أفضل القوات الخاصة في الشرق الأوسط بعد قوات الصاعقة السورية، تلقت تدربيات في الأردن وأمريكا[ ؟ ] وأستراليا وألمانيا والان تحتل العمليات الخاصة العراقية المرتبة الثاني عشر عالمياً.

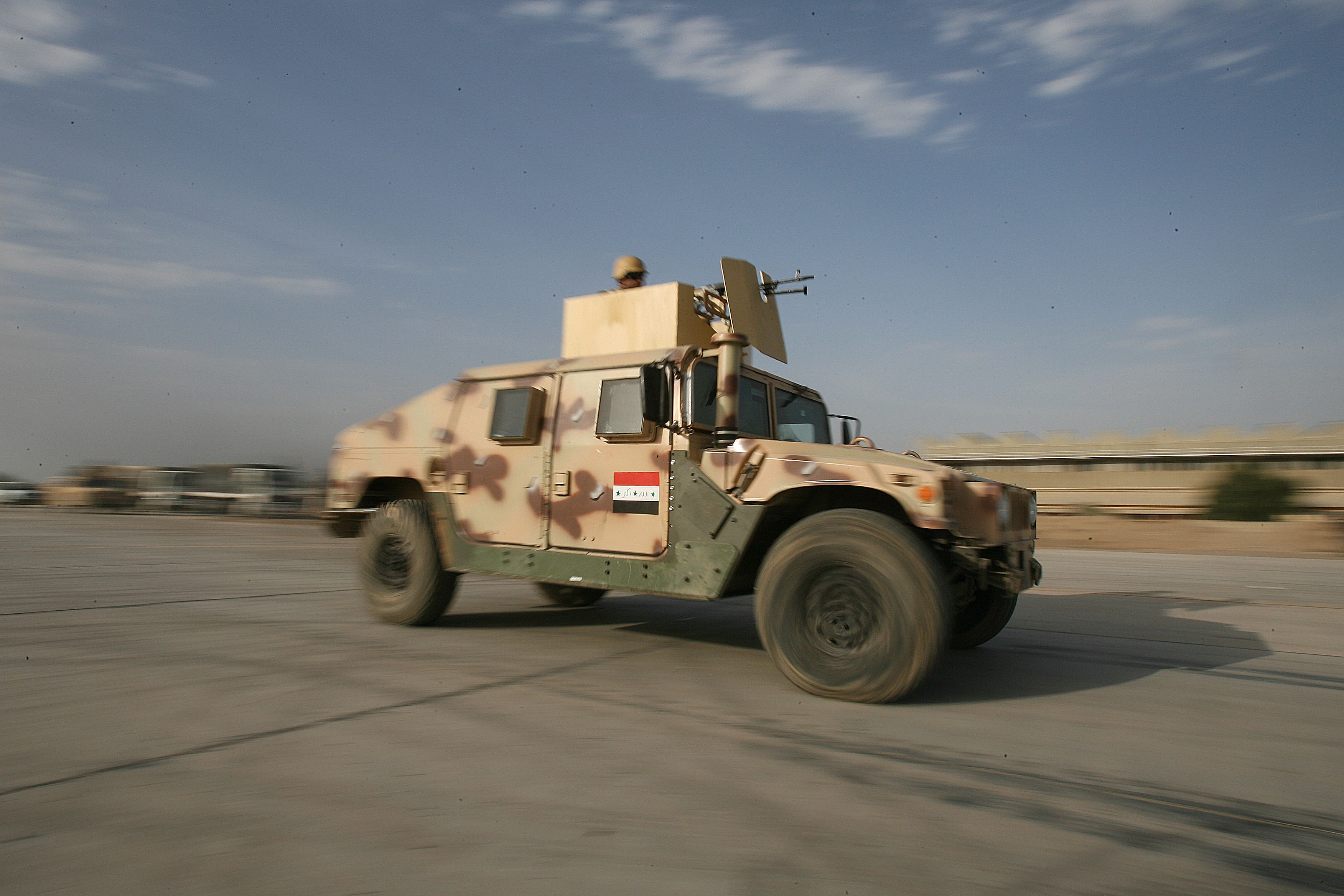
همر تابعة لفرقة التدخل السريع.

### فرقة الرد السريع
فرقة الرد السريع هي واحدة من أوائل الفرق العسكرية العراقية تأسست عام 1942 تتألف من أربع ألوية، شاركت الفرقة في العديد من الحروب التي خاضها الجيش العراقي منذ تأسيسها منها حرب الخليج الأولى ومعركة تحريرالفاو والغزو العراقي للكويت و حرب الخليج الثانية ومعركة الخفجي ومعركة الفلوجة الثانية وعملية صولة الفرسان عند تأسيسها كان مقر الفرقة في محافظة الديوانية[ ؟ ] بعد الغزو الأمريكي للعراق أصبح مقر الفرقة في الموصل وقد تمت إعادة هيكلتها وتشكيلها من جديد يقع مقر الفرقة حالياً في الفلوجة غرب بغداد.

## القوات المساندة

### الحشد الشعبي

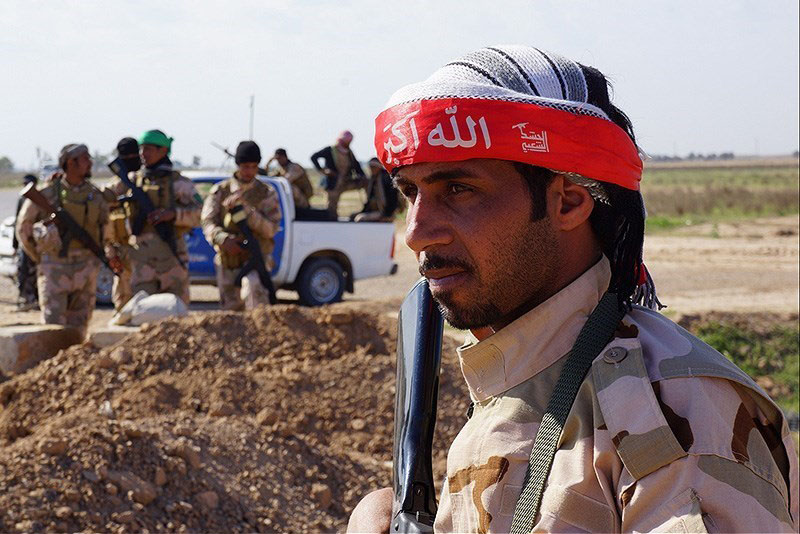
مقاتل من الحشد الشعبيّ مع أفراد الجيش العراقي بصلاح الدين.

الحَشد الشعبيّ هي قوات شبه عسكرية عراقية مدعومة من الحكومة ومؤلفة من حوالي 40 فصيل يبلغ عدد مقاتليه حسب تقديرات مابين 120 إلى 150 الف مقاتل، تم تشكيل الحشد الشعبي بعد فتوى الجهاد الكفائي التي أطلقتها المرجعية الدينية الشيعية في النجف الأشرف، وذلك بعد سيطرة داعش على مساحات واسعة في عدد من المحافظات الواقعة شمال بغداد. تكونت نواة الحشد من المتطوعين الذين استجابوا لفتوى الجهاد الكفائي وأنضمت إليهم لاحقاً عشائر من المناطق التي سيطرت عليها داعش في محافظات صلاح الدين وإضافة إلى المسلمين العرب الشيعة والسنة، إنخرط في صفوف الحشد آلاف أخرى من مختلف الأديان والقوميات كالمسيحيين والتركمان

إن الحشد الشعبي خاضع لسيطرة الحكومة العراقية، ويعتبر منظومة أمنية ضمن المؤسسة الأمنية العراقية كما صرح بذلك رئيس وزراء العراق وله ميزانية تقدر ب (60 مليون دولار أمريكي) من الميزانية العراقية المخصصة لسنة 2015. وقد بين وزير الدفاع العراقي خالد العبيدي بأن قوات الحشد الشعبي منضبطة وتعمل بإمرة القيادات الأمنية العراقية. شارك الحشد الشعبي في معارك تحرير العراق من داعش منها تحرير جرف النصر منها تحرير آمرلي، تحرير الضلوعية، تحرير بلد، تحرير ديإلى، تحرير الدور، تحرير العلم، تحرير البغدادي، تحرير تكريت، تحرير بيجي، تحرير الرمادي (مشاركة)، تحرير جزيرة سامراء، تحرير بشير، تحرير كرمة الفلوجة (مشاركة)، تحرير الصقلاوية (ضمن عملية كسر الإرهاب)، تحرير الفلوجة (ضمن عملية كسر الإرهاب)
أتهم الحشد الشعبي بقيامه بعمليات تهجير وسرقة واعتداء في المناطق ذات الغالبية السنية المحررة في العراق في معركتي تحرير تكريت والفلوجة،  بَين محافظ صلاح الدين أن «الخروقات فردية» جرى التعامل معها بحزم. وكذلك رد المتحدث الأمني باسم هيئة الحشد الشعبي يوسف الكلابي مدعياً ان 90% من التخريب كان من قِبل داعش.
في معركة تحرير الفلوجة أتهم الحشد الشعبي بارتكابه تجاوزات أدت إلى انتهاكات بحق المدنيين في الفلوجة، فيما نفى ذلك رئيس ديوان الوقف السنيّ العراقيّ الشيخ عبد اللطيف الهميم مؤكداً انها خروقات فردية وأن بعض وسائل الإعلام تريد تزييف الحقائق وترويج الأكاذيب، وقد بين السفير الأمريكي بالعراق ستيوارت جونز أنه لا يوجد أي شيء يمكن أن يؤكد وجود انتهاكات للقوات المسلحة بالفلوجة.

## الفساد والمحسوبيات
في 11 نوفمبر، 2012، شكلت الحكومة العراقية لجنة للتفاوض مع موسكو بشأن صفقات السلاح التي أبرمها مع روسيا، وتقدر الرشوة بحوالي 200 مليون دولار، وطالبت لجنة النزاهة بإلغاء صفقة الأسلحة الروسية. وبعد ذلك، خير العراق روسيا بدفع 195 مليون دولار أو تقديم سلاح إضافي يوازي هذا المبلغ، بعد أن تم كشف مبلغ العمولة والبالغ 195 مليون دولار. وقررت لجنة النزاهة إعادة فتح تحقيق في عدد من صفقات السلاح المبرمة في الأعوام الماضية.
في نوفمبر 2014 كشف تحقيق حكومي أن هنالك 50 ألف جُندي شَبح في قائمة الرواتب التي تدفعها الحكومة العراقية لقواتها، ويقصد بالجنود الأشباح بالذين ليسو موجودين اصلاً، أو أنهم لم يلتحقوا بعملهم منذ مدة لكن تدفع لهم الرواتب بانتظام، وقد أمرت الحكومة بوقف صرف هذه الرواتب. وأوضح ضابط عراقي أن ظاهرة الجنود الفضائيين، تتم على مستويين، الأول على مستوى الضباط الصغار الذين يحتفظون بأقل من العدد المسجل في وحداتهم، ويحصلون على رواتب مجموعة من الجنود مقابل عدم تواجدها من الأصل بالوحدات العسكرية. وأما المستوى الآخر والأكبر فهو على مستوى قادة الفرق والذين لديهم أعداد أكبر من الجنود غير الموجودين بالخدمة، فقد يكون لدى قائد الفرقة 60 أو 70 جُندي غير موجودين بالأصل أو موجودين لكن لا يخدمون، ولكن قائد الفرقة يحصل على رواتب هؤلاء ويتم اقتسامها مع القيادات الأعلى مقابل القبول بهذا الوضع.
وقد أنتشر مصطلح الفضائيين في السنوات القليلة بين منتسبي الجيش العراقي، وهي إشارة إلى الذين يتبرعون برواتبهم لآمري وحداتهم مقابل التغيب عن الواجب لفترة طويلة، وعَلل خبراء أمنيون وأوساط سياسية ودينية أن هذه الظاهرة هي أحد الأسباب الرئيسية التي أدت إلى تفوق داعش ميدانياً في معارك عديدة، وكشفت مصادر برلمانية عن صعوبة مواجهة ظاهرة المحسوبيات والتسيب لارتباط كثير من القيادات العسكرية الفاسدة بالمؤسسة الحاكمة، وحسب بعض منتسبي الجيش العراقي، أن شراء الإجازة بالمال يلقي على الأخرين تبعات تنفيذ واجبات مضاعفة، وأن الإجازت الممنوحة لمنتسبي الجيش تستمر حتى في أوقات الطوارئ، وأن أولئك الفضائيين يتمتعون بإجازاة طويلة ليتفرغوا لأعمالهم الشخصية، فمنهم من لديه سيارة أجرة أو صاحب ورشة تصليح سيارات، يدر منها أموالاً مربحة، وقد قدمت العديد من الشكاوي إلى لجنة الأمن والدفاع النيابية عن طريق اتصالات شخصية، ولم يُتخذ أي إجراء.
ومن مظاهر الفساد الأخرى، هو دفع الرشاوي لدخول الكلية العسكرية، حيث يدفع الراغبون بالالتحاق في الكلية العسكرية بين سبعة وعشرة آلاف دولار للاشخاص المعنيين، ويكون دفع المبلغ على دفعتين، أثناء التقديم، وبعد صدور القبول رسمياً.
من جهة أخرى، قال المرجع الشيعي الأعلى في العراق، علي السيستاني، أن «الفساد في القوات المسلحة العراقية مكن تنظيم الدولة الإسلامية «داعش»، من السيطرة على مناطق كبيرة في شمال البلاد.» وصرح وزير المالية العراقي السابق، هوشيار زيباري، أن هنالك فساد في الجيش العراقي، وطالب بمعالجة ظاهرة تفشي الفساد في المؤسسة العسكرية العراقية.
وفي 26 فبراير، 2015، وصرح وزير الدفاع العراقي السابق، خالد العبيدي، بأن «السبب الأساسي في سقوط مدينة الموصل بيد تنظيم داعش قبل ثمانية أشهر هو الفسا في المؤسسة العسكرية.»
وبحسب إيلاف، فأن الفساد مُتشفى في الجيش العراقي بشكل واسع، ما قد يُفرع أي جهد للتسليح والتدريب من معناه، ويفسد المعركة ضد داعش، حيث يُعرف قائد عسكري في الجيش العراقي بلقب أبو الدجاج، لانه يبيع جنود لحوم الدواجن من تموينات الجيش، وأخر يعرف بأبو العرق بسبب عادته في احتساء الخمرة أثناء الواجب، وثالث يطلق عليه أبو الدفتر، وذلك لانه يبيع رتبة ضابط إلى الجندي مقابل رشوة، والدفتر يُشير إلى العملات الورقية العراقية من فئة 10 آلاف دولار.
في 24 فبراير، 2016، باشرت لجان برلمانية عراقية بفحص ملفات عقو التسليح، التي أبرمها العراق في عهد حكومتي رئيس الوزراء العراقي السابق نوري المالكي الأولى والثانية، بعد تقارير عسكرية تؤكد وجود تفاوت في مواصفات الأسلحة الموجودة ضمن عقود التسليح، وما يتم تسليمه للجنود فعلاً على الأرض، فضلاً عن فارق السعر العالمي للسلاح.
في 12 نوفمبر، 2014، عزل رئيس الوزراء العراقي، 36 قائداً عسكرياً لاسباب مرتبطة بمكافحة الفساد، في أكبر عملية تطهير للمؤسسة العسكرية.

## تنظيم الجيش الحالي

### قيادات
| - قيادة القوات البرية - قيادة القوة الجوية - القوة البحرية العراقية - قيادة الدفاع الجوي العراقي - قيادة طيران الجيش العراقي - الحشد الشعبي - قيادة قوات حرس حدود العراق - قوات التدخل السريع - قوات المغاوير العراقية - جهاز مكافحة الارهاب | - رئاسة أركان الجيش - قيادة عمليات بغداد - قيادة عمليات نينوى - قيادة عمليات البصرة - قيادة عمليات الجزيرة والبادية - قيادة عمليات الانبار - قيادة عمليات الرافدين - قيادة عمليات دجلة - قيادة عمليات صلاح الدين - قيادة عمليات شرق الأنبار | - قيادة عمليات سامراء - قيادة عمليات الفرات الأوسط - قيادة عمليات بابل. |

### مديريات
| - المديرية العامة للاستخبارات والأمن - المديرية العامة لشؤون المحاربين - المديرية العامة لنهج الدفاع والمتطلبات - المديرية العامة للاتصالات - المديرية العامة للموازنة والبرامج - المديرية العامة للأفراد - المديرية العامة للتسليح والتجهيز - المديرية العامة للعقود والمبيعات - مديرية الاستخبارات العسكرية - مديرية الحركات العسكرية - مديرية التخطيط - مديرية الاتصالات العسكرية - مديرية التنظيم | - مديرية التدريب العسكري - . مديرية التدريب الأساسي والتعبوي - مديرية الهندسة العسكرية - مديرية مطبعة وزارة الدفاع - مديرية إدارة الضباط - مديرية إدارة المراتب - مديرية إدارة التطوع - مديرية التموين والنقل - مديرية الخدمات الطبية العسكرية - مديرية العينة والصنف الإداري - مديرية الهندسة الآلية الكهربائية - مديرية الحسابات العسكرية - مديرية إدارة المواقع | - مديرية الحوانيت العسكرية - مديرية متابعة عمليات البنية التحتية - مديرية الإشغال - مديرية الإسكان - مديرية التدقيق المركزي - مديرية نظم المعلومات - مديرية حقوق الإنسان - مديرية إسكان منتسبي وزارة الدفاع - مديرية العلاقات - مديرية الإعلام - مديرية الرقابة الداخلية |

### دوائر وأمريات
| - دائرة المستشار القانوني العام - دائرة العمليات - دائرة التدريب - دائرة الإدارة - دائرة الميرة - دائرة التقاعد العسكري | - أمرية الانضباط العسكري - أمرية المستودعات العامة - أمرية العتاد العامة - أمرية الشؤون الإدارية لوزارة الدفاع |

### أخرى
| - أمانة السر العام - مكتب الأمين العام - المستشار العسكري الأقدم - مكتب المفتش العام - المفتشية العسكرية العامة - مركز الدروس المستنبطة | - مركز التدريب والتطوير الوزاري - مركز القيم والمبادئ العسكرية - قسم البريد المركزي - مديرية المساحـــــة العسكرية - وحدة المراسيم |

### الكليات العسكرية
| - أكاديمية العلوم الأمنية - جامعة الدفاع للدراسات العسكرية - كلية الحرب - كلية القيادة - كلية الأركان المشتركة العراقية - الكلية العسكرية - الكلية الهندسية العسكرية العراقية - أكاديمية الخليج العربي للدراسات البحرية |

## أوسمة وأنواط

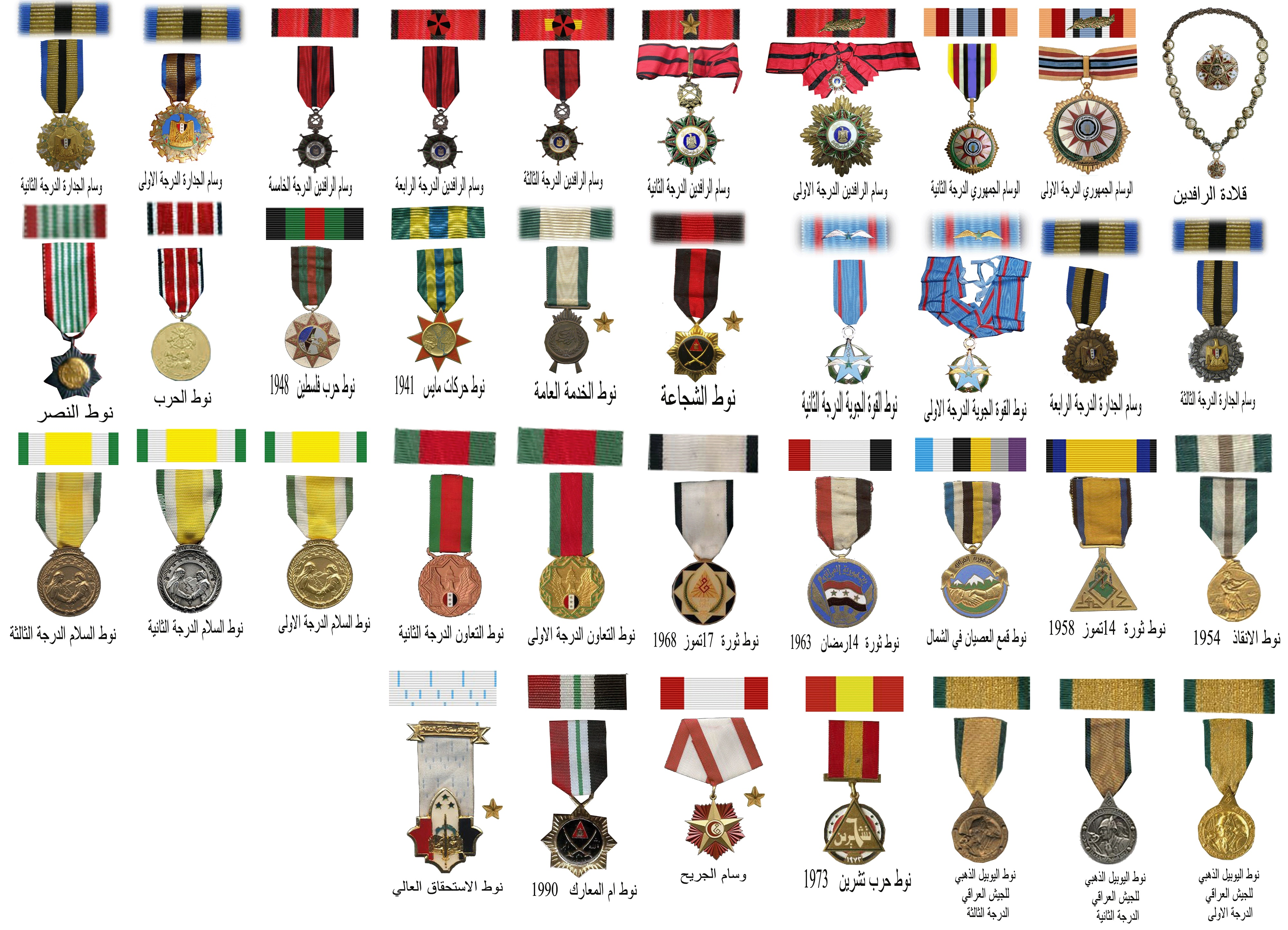
انواط وأوسمة الجيش العراقي

|                 |             |                   |                     |                  |
| الوسام الجمهوري | نوط الشجاعة | نوط الخدمة العامة | نوط حركات مايس 1941 | نوط 14 تموز 1958 |

## الرتب العسكرية
| رتب الضباط في القوات المسلحة العراقية (القوة البرية) | رتب الضباط في القوات المسلحة العراقية (القوة البرية) | رتب الضباط في القوات المسلحة العراقية (القوة البرية) | رتب الضباط في القوات المسلحة العراقية (القوة البرية) | رتب الضباط في القوات المسلحة العراقية (القوة البرية) | رتب الضباط في القوات المسلحة العراقية (القوة البرية) | رتب الضباط في القوات المسلحة العراقية (القوة البرية) | رتب الضباط في القوات المسلحة العراقية (القوة البرية) | رتب الضباط في القوات المسلحة العراقية (القوة البرية) | رتب الضباط في القوات المسلحة العراقية (القوة البرية) | رتب الضباط في القوات المسلحة العراقية (القوة البرية) | رتب الضباط في القوات المسلحة العراقية (القوة البرية) |
| الضباط                                               | الضباط                                               | الضباط                                               | الضباط                                               | الضباط                                               | الضباط                                               | الضباط                                               | الضباط                                               | الضباط                                               | الضباط                                               | الضباط                                               | الضباط                                               |
| ملازم                                                | ملازم أول                                            | نقيب                                                 | رائد                                                 | مقدم                                                 | عقيد                                                 | عميد                                                 | لواء                                                 | فريق                                                 | فريق أول                                             | مهيب                                                 |                                                      |
| ---------------------------------------------------- | ---------------------------------------------------- | ---------------------------------------------------- | ---------------------------------------------------- | ---------------------------------------------------- | ---------------------------------------------------- | ---------------------------------------------------- | ---------------------------------------------------- | ---------------------------------------------------- | ---------------------------------------------------- | ---------------------------------------------------- | ---------------------------------------------------- |
|                                                      |                                                      |                                                      |                                                      |                                                      |                                                      |                                                      |                                                      |                                                      |                                                      |                                                      |                                                      |
|                                                      |                                                      |                                                      |                                                      |                                                      |                                                      |                                                      |                                                      |                                                      |                                                      |                                                      |                                                      |

|     |  |  |  |  |
| بلا |  |  |  |  |

|  |  |  |  |  |  |  |  |  |  |

|  |  |  |  |  |

|  |  |  |  |  |  |  |  |  |  |

|  |  |  |  |  |

## الأعلام

علم القوة البرية العراقية
علم القوات الجوية العراقية
علم قيادة القوة البحرية العراقية
علم قيادة الدفاع الجوي
علم قيادة طيران الجيش
علم العمليات الخاصة

## الهيكلية التنظيمية للجيوش النظامية
- الجيش: يتكون من أربع فيالق.
- الفيلق: يتكون من أربع فرق.
- الفرقة: تتكون من أربع ألوية.
- الواء:يتكون من أربع أفواج.
- الفوج: يتكون من أربع سرايا.
- السرية: تتكون من أربع فصائل.

## معرض صور

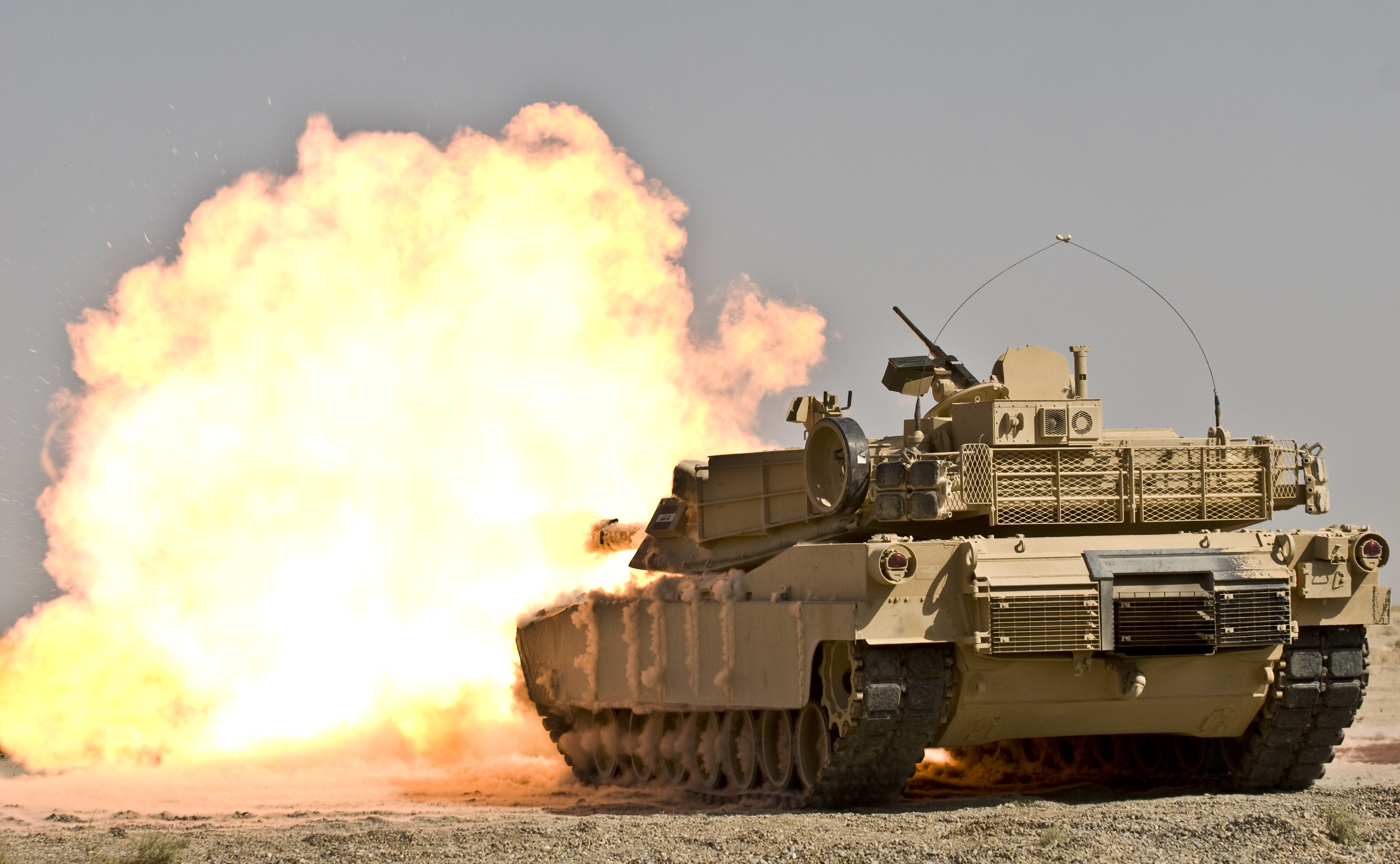
دبابة إم1 أبرامز العراقية أثناء المناورات التدريبية.
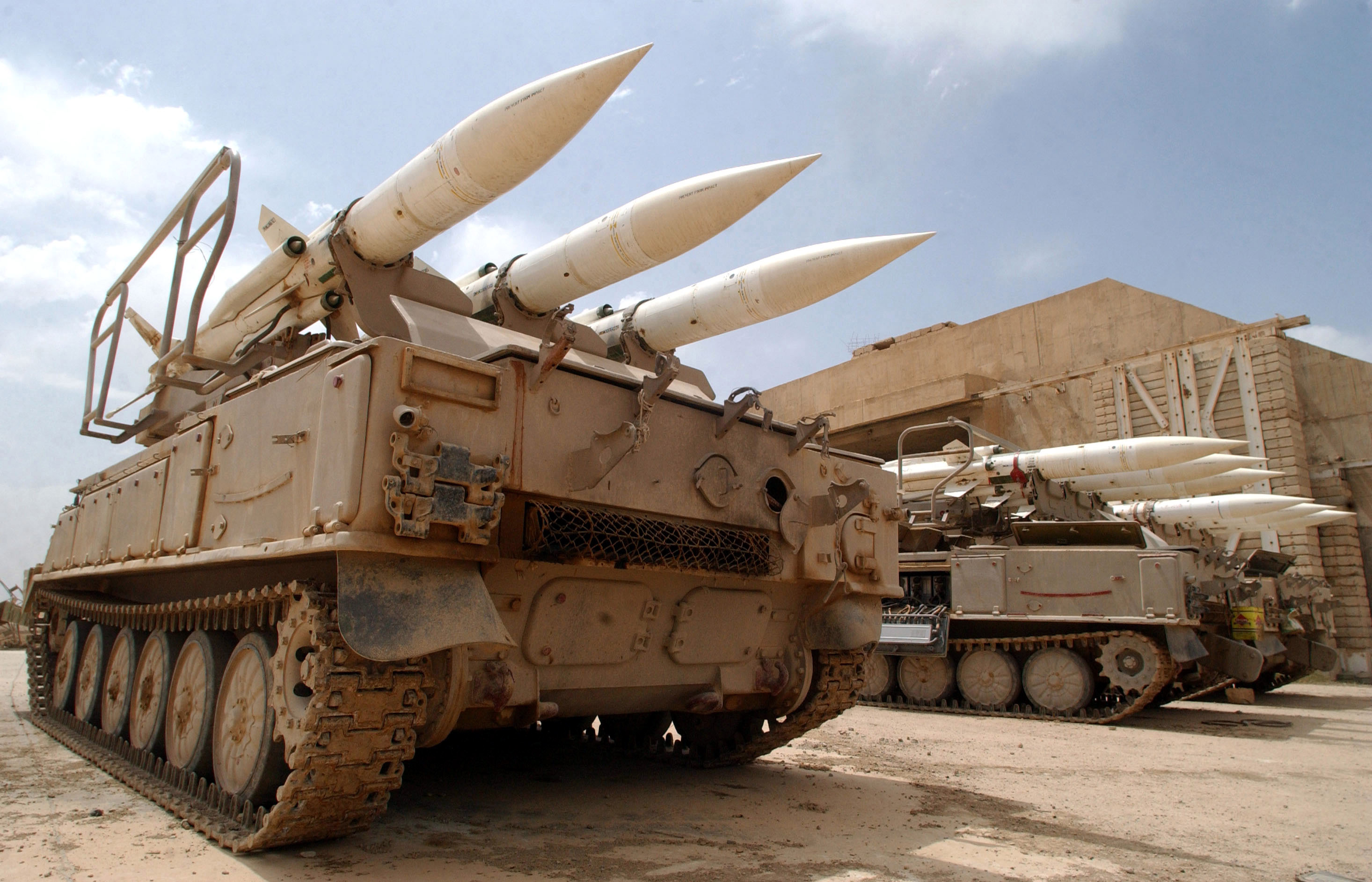
صواريخ سام 6
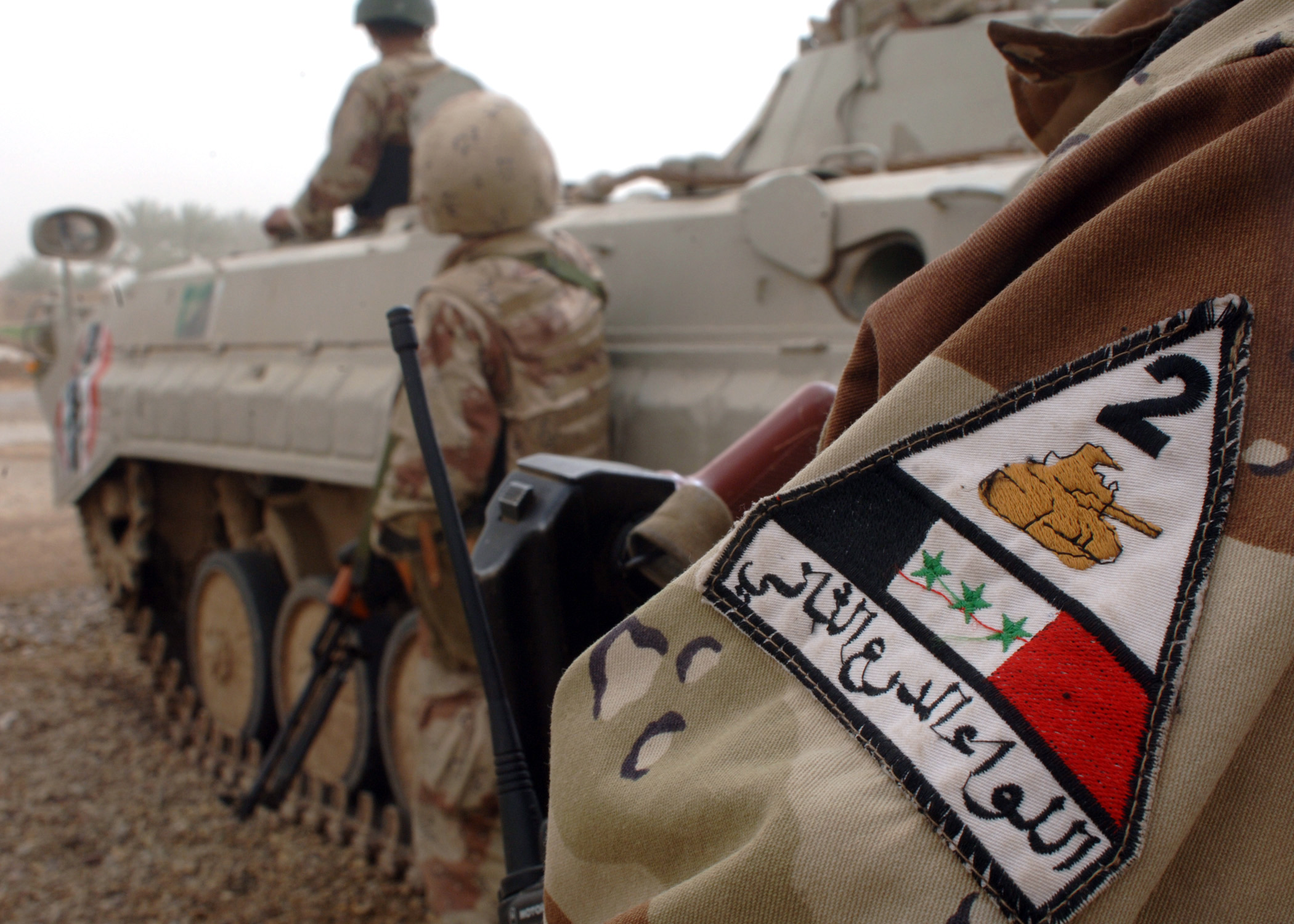
جنود من اللواء المدرع الثاني
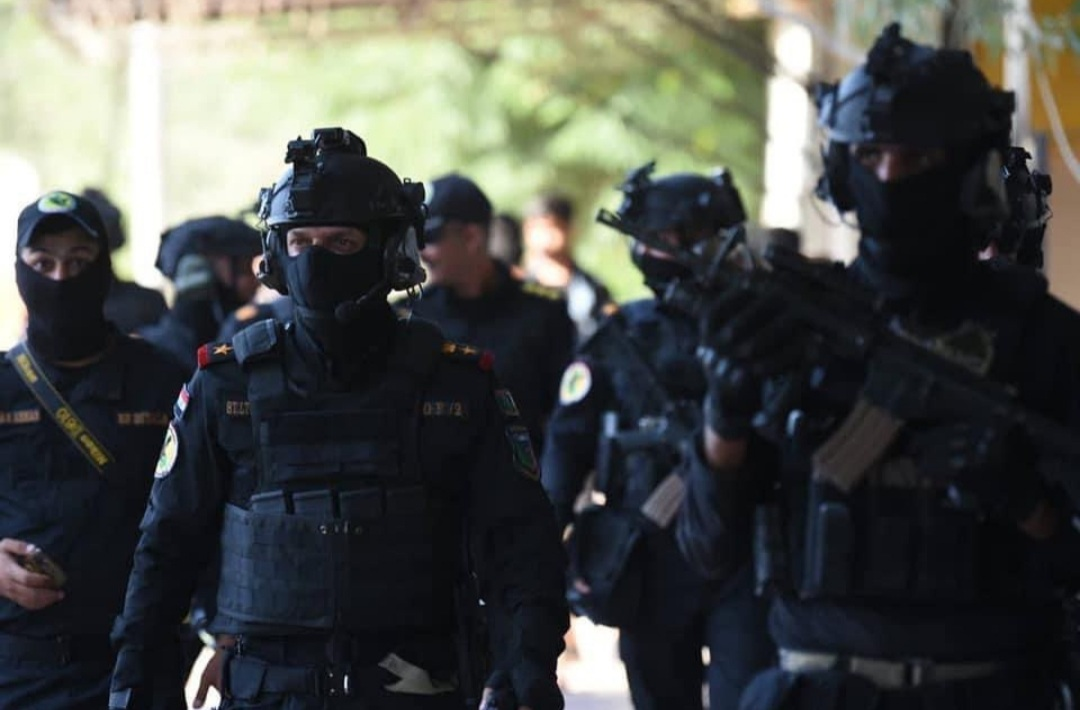
القوات الخاصه العراقية في احد العمليات العسكريه

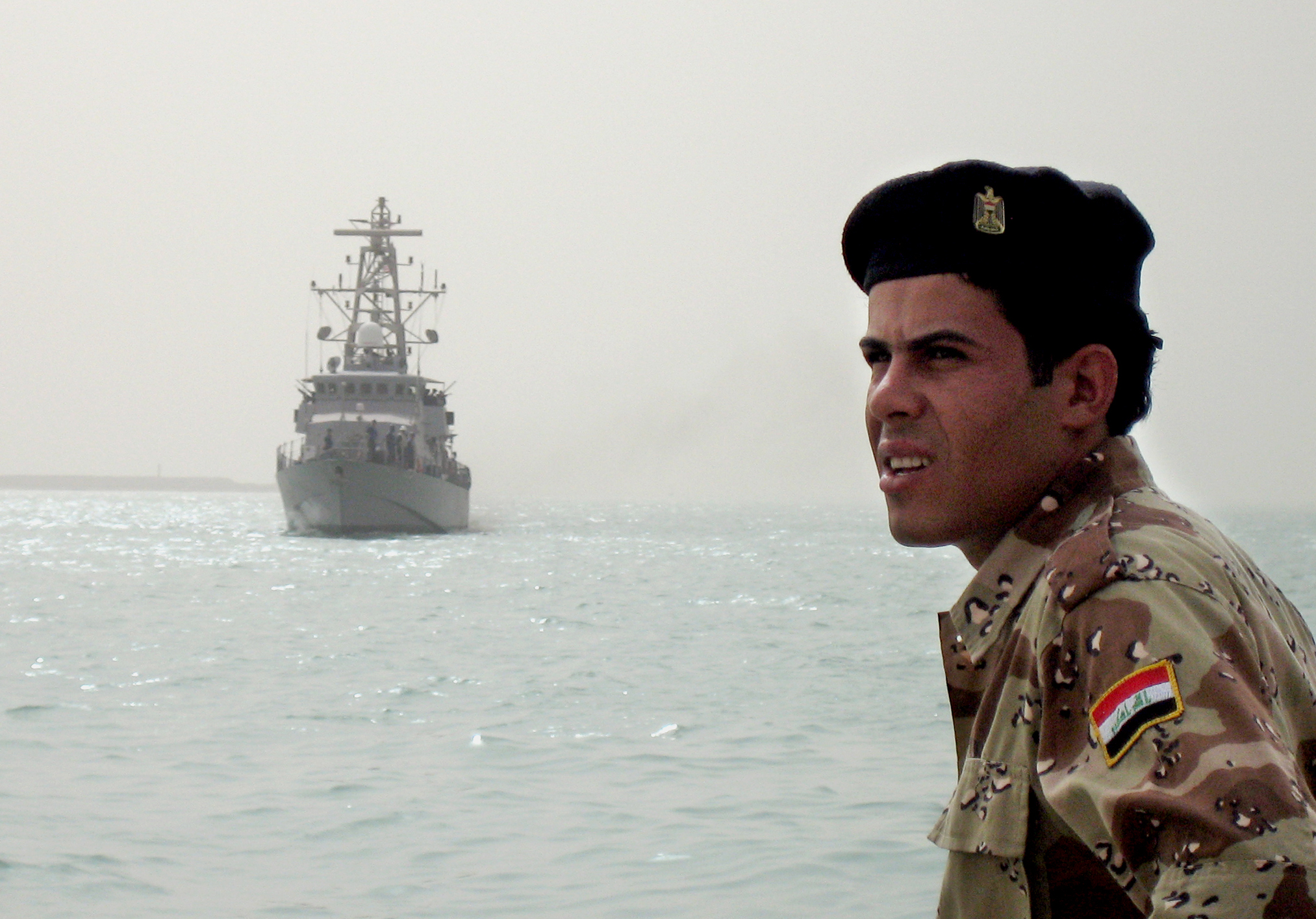
جندي في البحرية العراقية.
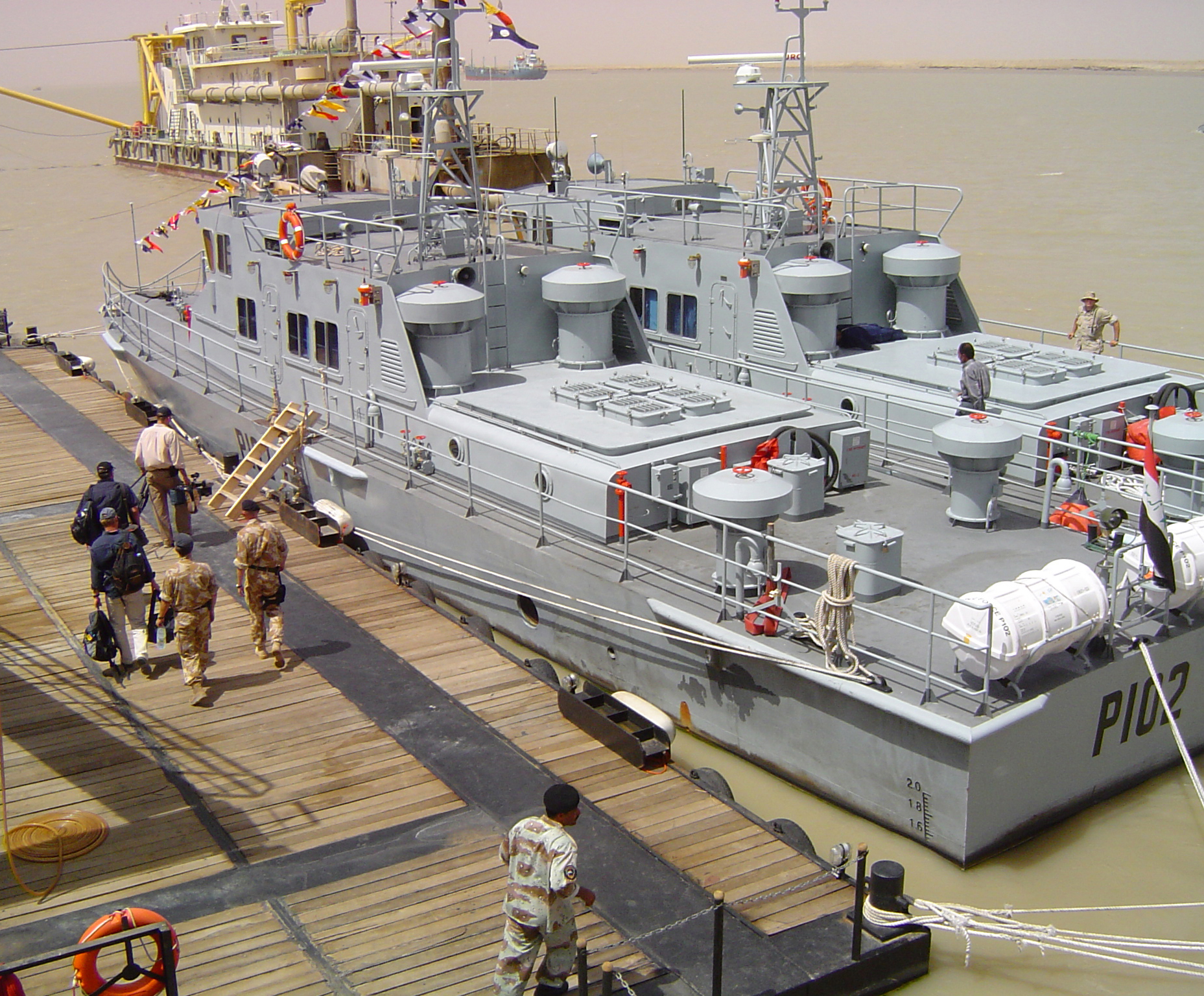
دورية عراقية في الخليج العربي.
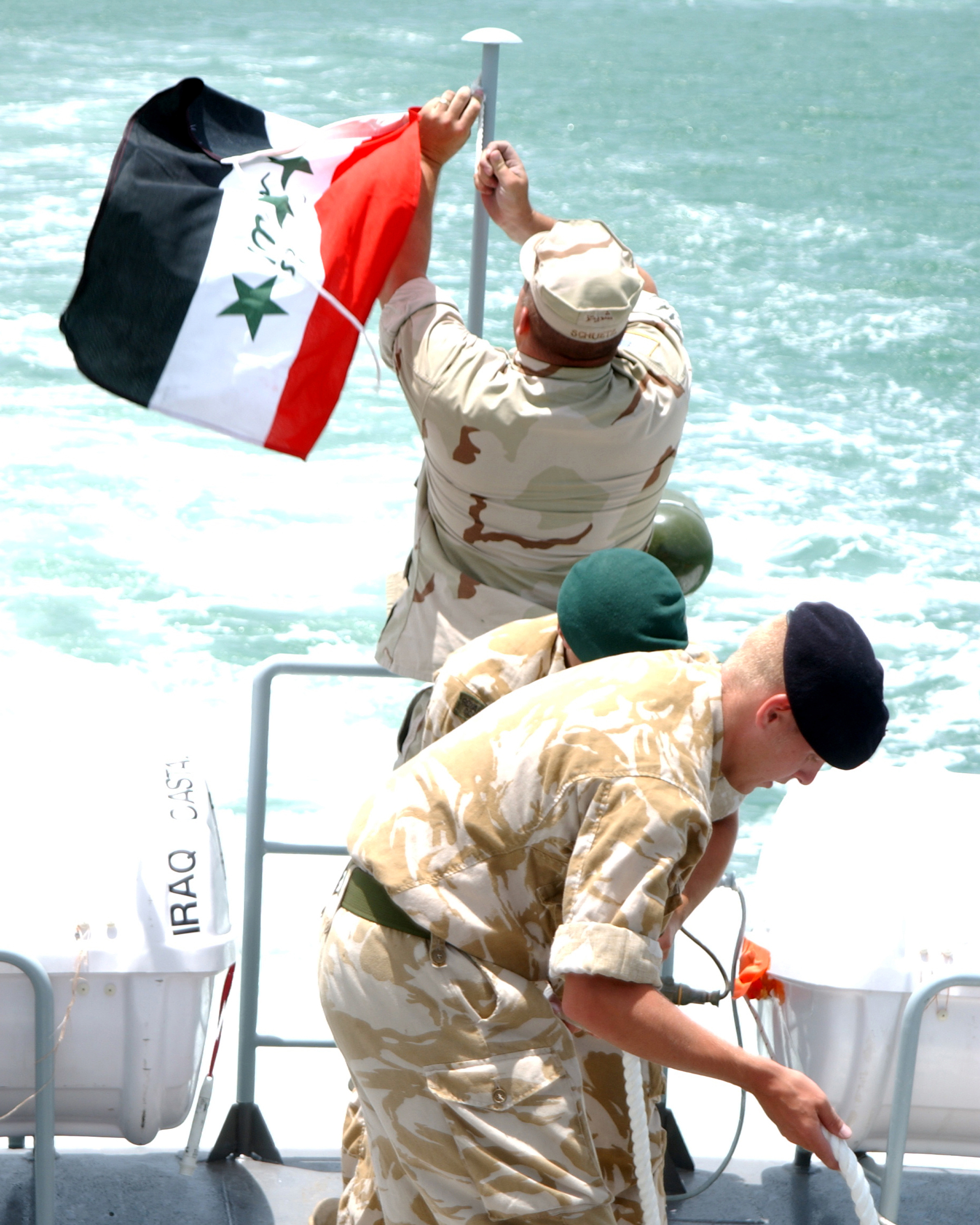
جندي في البحرية العراقية يرفع العلم العراقي.
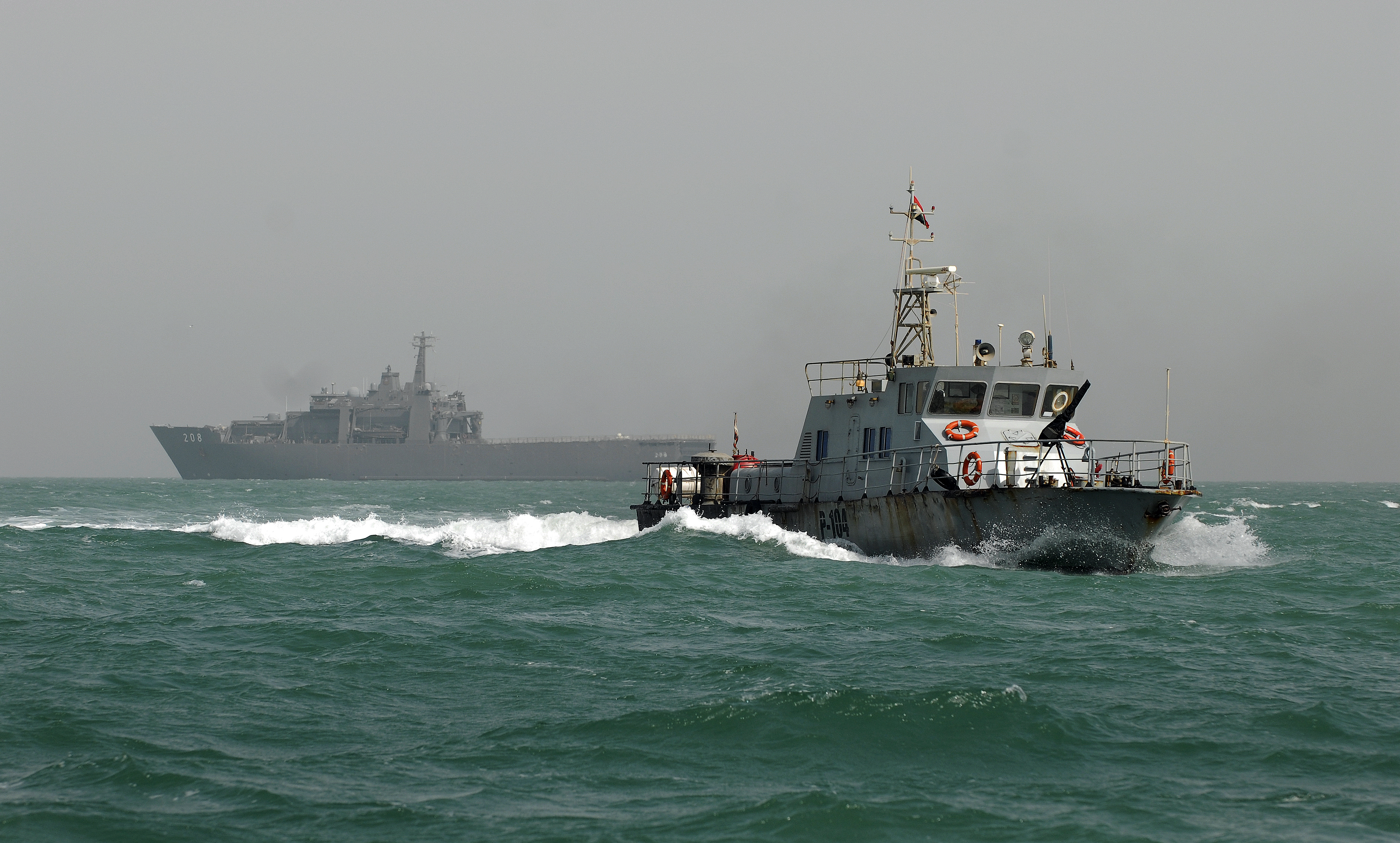
زوارق الدوريات العراقية في البصرة.
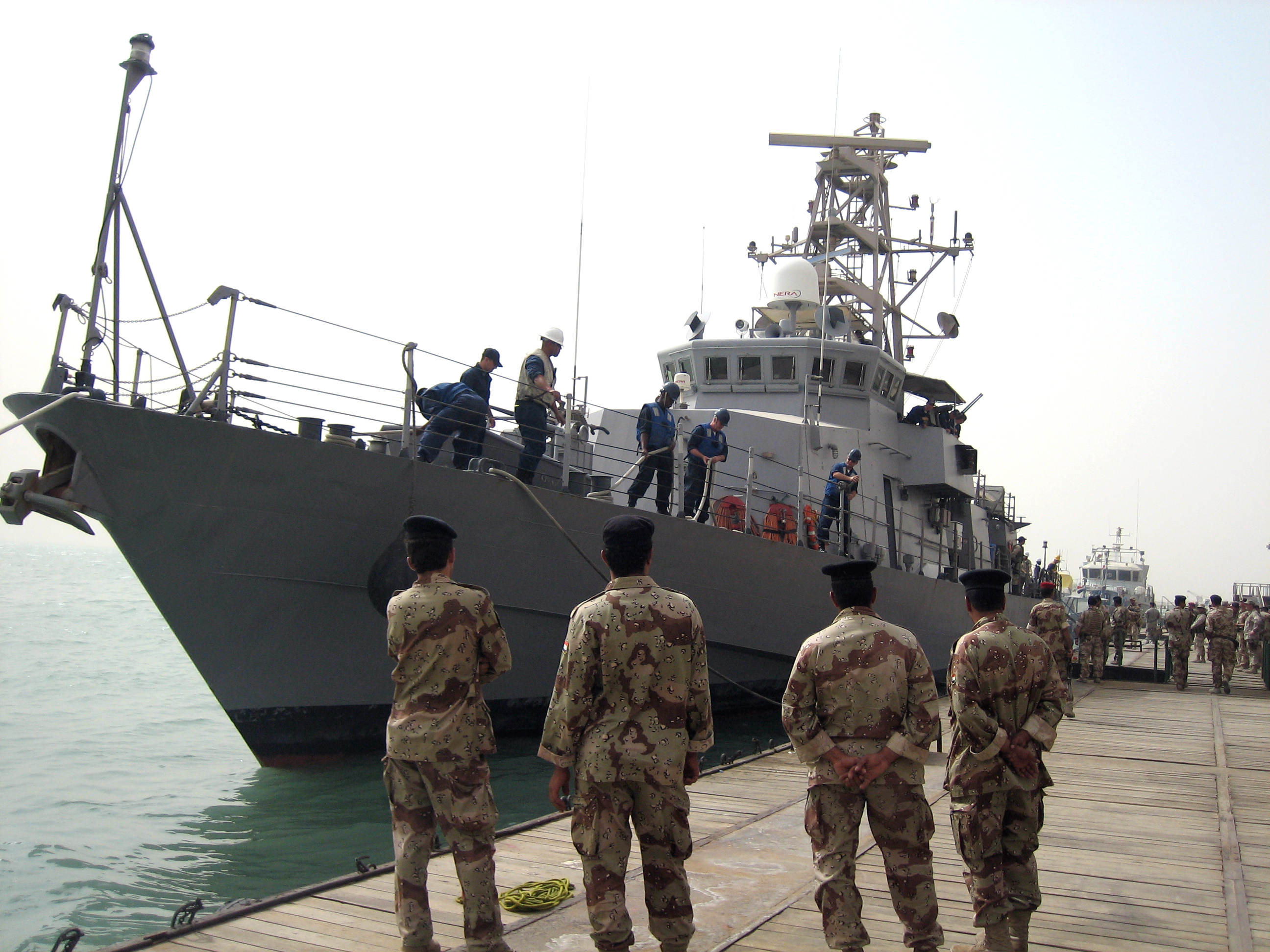
في ميناء ام قصر.

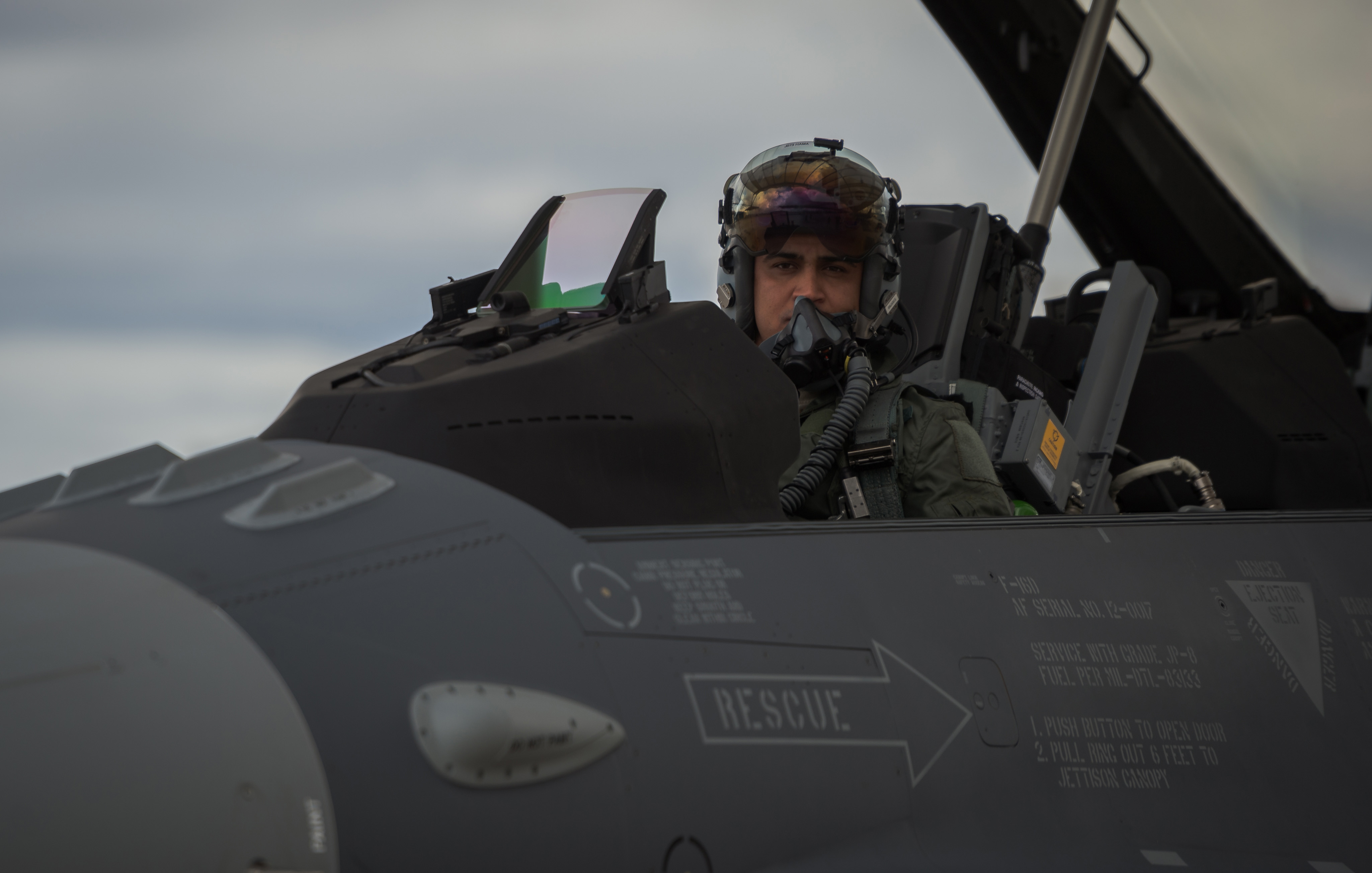
طيار عراقي يقود اف 16
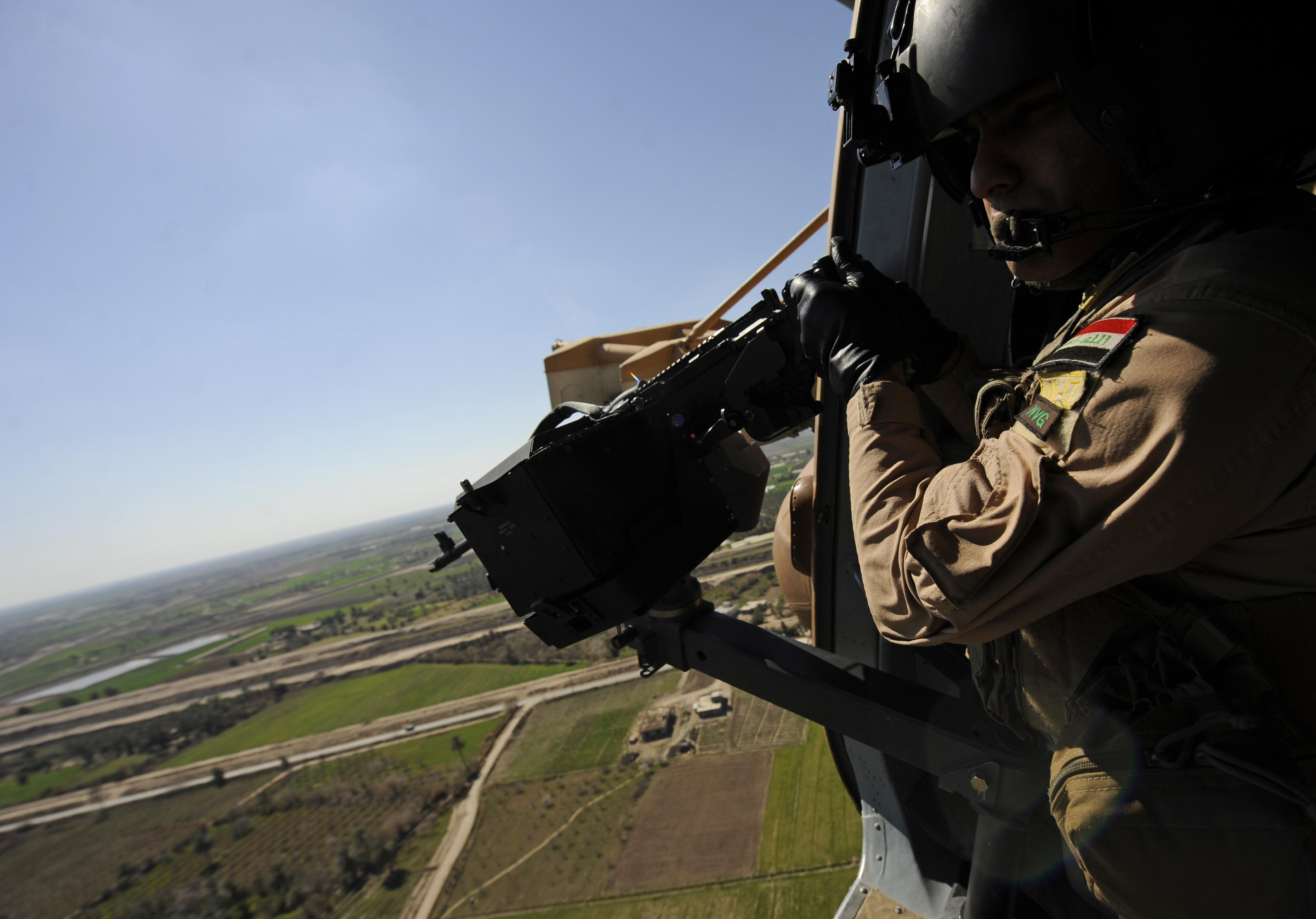
طائرات سيسنا 208 كارافانن العراقية.
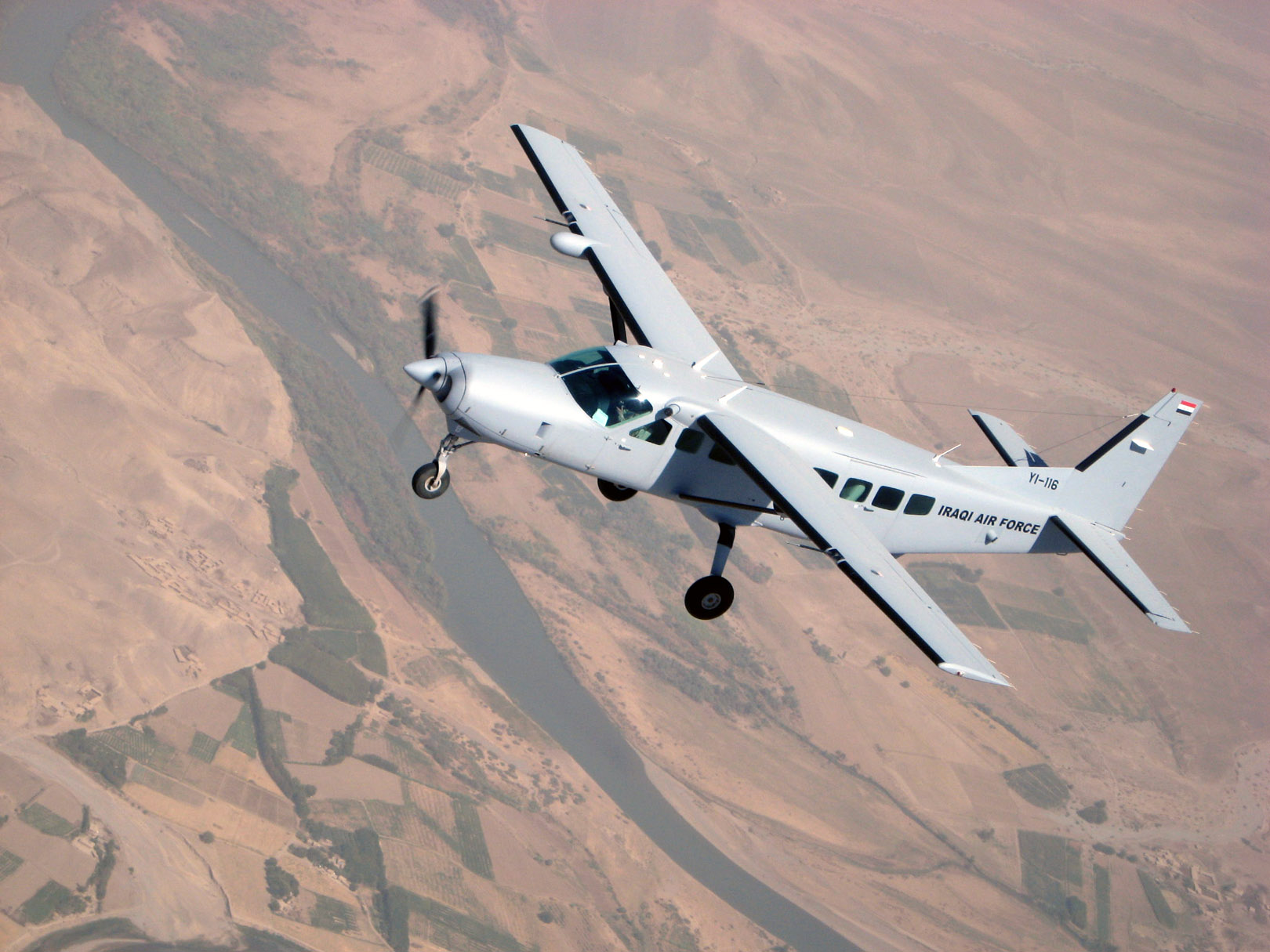
طائرات سيسنا 208 كارافان العراقية.
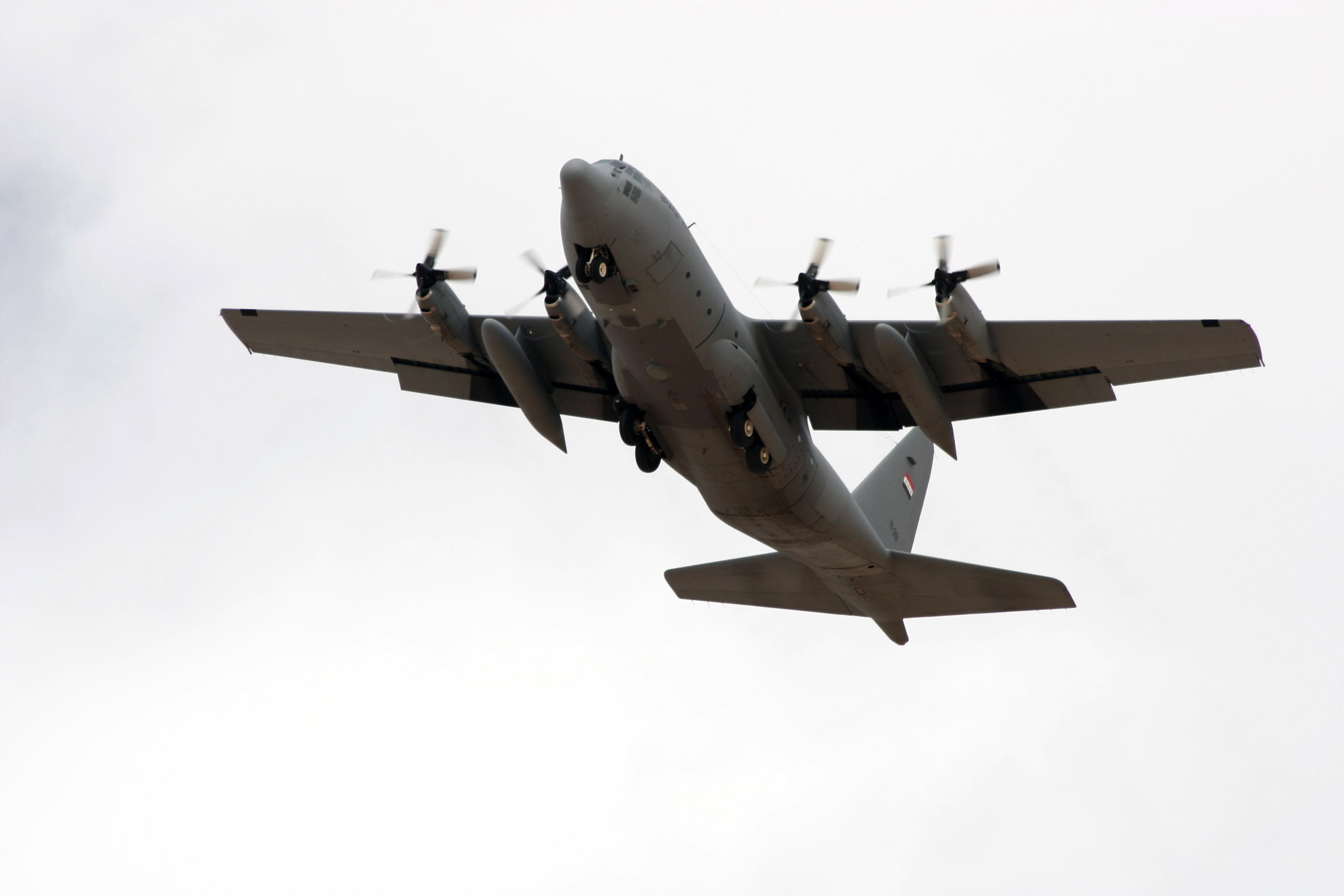
طائات الشحن العراقية C-130

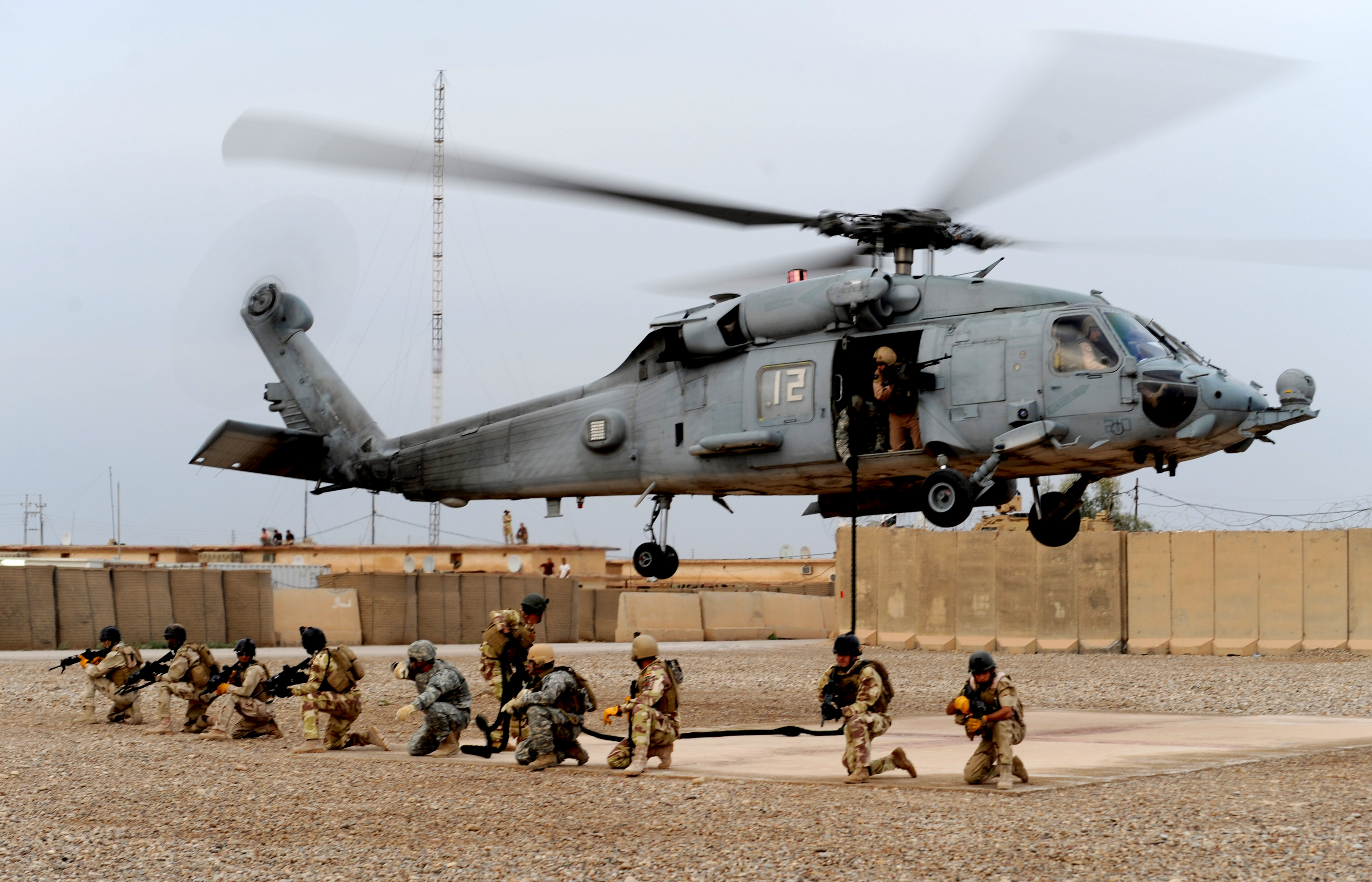
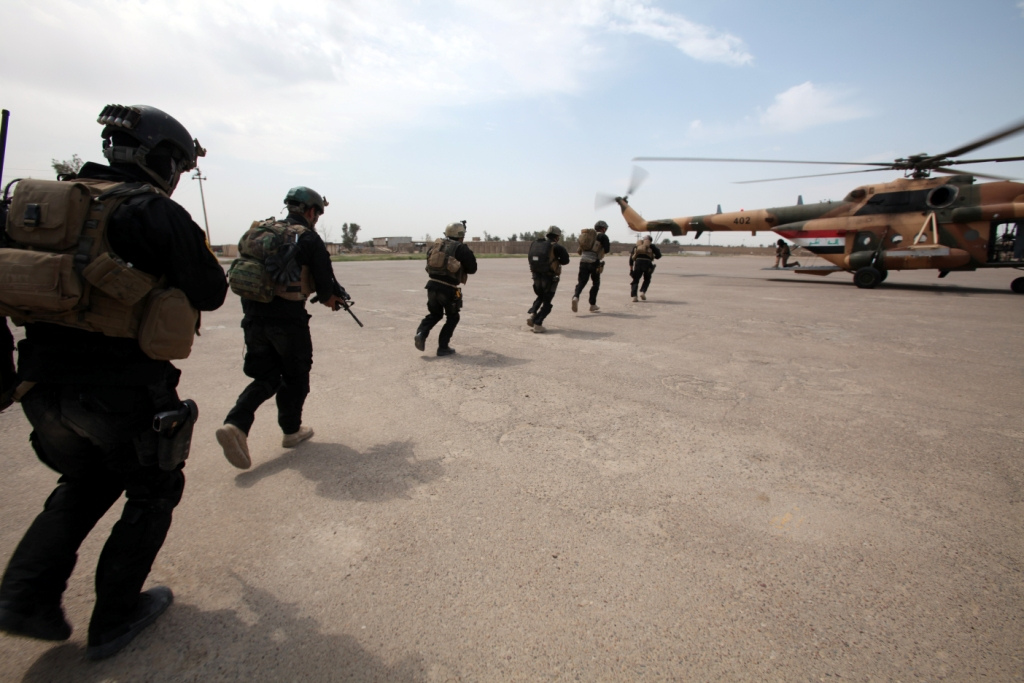
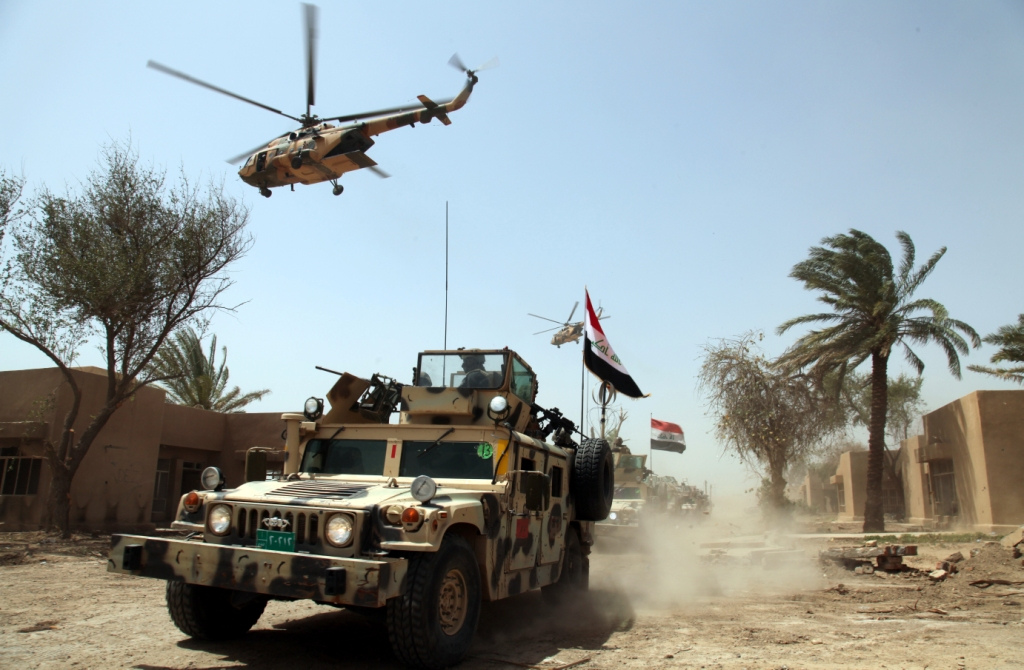
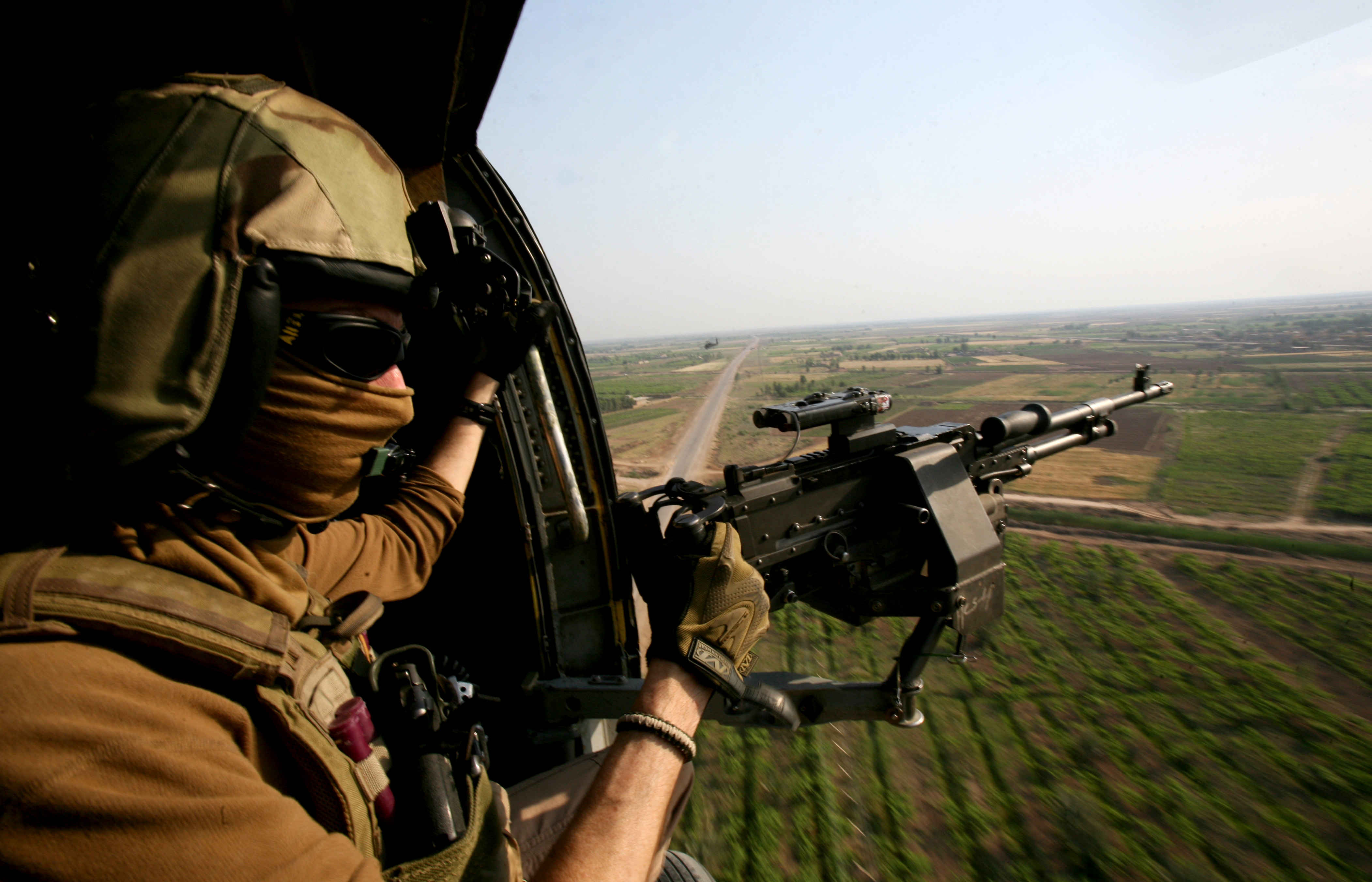

### قوانيين
- قانون الخدمة والتقاعد العسكري رقم (3) لسنة 2010 المعدل
- قانون اصول المحاكمات الجزائية العسكري لسنة 2006
- المادة [61] والبند من المادة [73] من الدستور.

## وصلات خارجية
- وزارة الدفاع العراقية
- وزارة الدفاع العراقية على فيس بوك
- الصفحة الرسمية لوزارة الدفاع العراقية على يوتيوب
- بوابة الحكومة الالكترونية
- جهاز مكافحة الإرهاب
- موقع القائد العام للقوات المسلحة
- مديرية إدارة التطوع